# Indiana
Indiana es uno de los cincuenta estados que, junto con Washington D. C., forman los Estados Unidos. Su capital y ciudad más poblada es Indianápolis. Está ubicado en la región del Medio Oeste del país, división Centro Noreste, limitando al noroeste con el lago Míchigan, al norte con Míchigan, al este con Ohio, al sur con el río Ohio (que lo separa de Kentucky) y al oeste con Illinois (parte de este límite lo forma el río Wabash). Fue admitido en la Unión el 11 de diciembre de 1816, como el estado número 19.
Indiana está cubierta en su mayor parte por llanuras. Buena parte del estado posee un terreno poco accidentado y un suelo fértil, lo que estimuló la práctica de la agricultura en la región. Actualmente, Indiana es un gran productor de trigo y maíz de Estados Unidos.
La palabra Indiana significa «tierras de los indios». El apodo de Indiana es The Hoosier State (los habitantes del Estado son conocidos nacionalmente como hoosiers). El origen de este apodo es desconocido, y existen diversas teorías sobre su origen. Una de ellas es que la palabra hoosier viene de Samuel Hoosier; un empresario que tenía la costumbre de contratar a empleados originarios de Indiana. Otras teorías atribuyen el origen de la palabra a una jerga local, posiblemente husher o hoozer.
Al principio, Indiana formaba parte de la colonia francesa de Nueva Francia. En 1763, la región pasó al control británico. Después del fin de la guerra de Independencia en 1776, la actual Indiana pasó a manos de los estadounidenses, inicialmente como parte del Territorio del Noroeste y posteriormente como territorio propio. El 11 de diciembre de 1816, el Territorio de Indiana fue elevado a categoría de estado, tras lo cual pasó a ser el n.º 19 de los Estados Unidos. Su ubicación estratégica le proporcionó mucha importancia a lo largo del siglo XIX, durante el movimiento de la expansión en dirección al oeste, rumbo a la costa del Pacífico, por lo cual adoptó el lema oficial The Crossroads of America (El cruce de caminos de Estados Unidos).

## Historia

### Hasta 1816
Se cree que los primeros nativos americanos en la región que actualmente comprende el Estado de Indiana fueron los mound builders (constructores de túmulos), aunque finalmente desaparecerían de la región. Los primeros exploradores europeos que llegaron a la región, en 1679, encontraron a nativos americanos de la tribu miami. Posteriormente, durante los siglos XVIII y XIX, se instalarían (y saldrían) otras tribus de Indiana, como los delaware, los mahican, los munsee y los shawnee, que venían del este (habían emigrado después de perder sus tierras, a favor de los colonos blancos) y los kickapoo, los piankshaw, los potawatomi y los wea, así como tribus hurones, que venían del norte. Los pottawatomies serían los últimos nativos americanos en instalarse en la región, en torno a 1795. Todas estas tribus nativas fueron forzadas a vender o ceder todas sus tierras por los colonos blancos que se habían establecido en la región, y tuvieron que emigrar en dirección al oeste. Cuando los potawatomi fueron forzados a salir de Indiana, en 1838, pocos nativos americanos quedaron en el Estado.
El primer explorador europeo en explorar el actual Indiana fue el francés René Robert Cavelier de La Salle, que exploró parte de los ríos St. Joseph y Kankakee. Cavelier exploraría de Nuevo la región norte del actual Indiana en 1680. En 1682, anexó toda la región en torno a los Grandes Lagos (junto con la cuenca hidrográfica del río Misisipi) a la Corona francesa.
Los franceses se interesaron poco en poblar la región, ya que lo que querían era fundar puestos comerciales para efectuar trueques comerciales con los nativos americanos locales (principalmente para la obtención de pieles). En 1732, los franceses fundaron el primer asentamiento permanente de Indiana, Vincennes. Sin embargo, los británicos pasaron a competir con los franceses por el control este comercio, a partir de comienzos del siglo XVIII. Al principio, los nativos americanos realizaban sus cambios comerciales con los franceses, pero gradualmente pasaron a decantarse por los británicos, que pagaban más por sus pieles, incluso con armas de fuego.

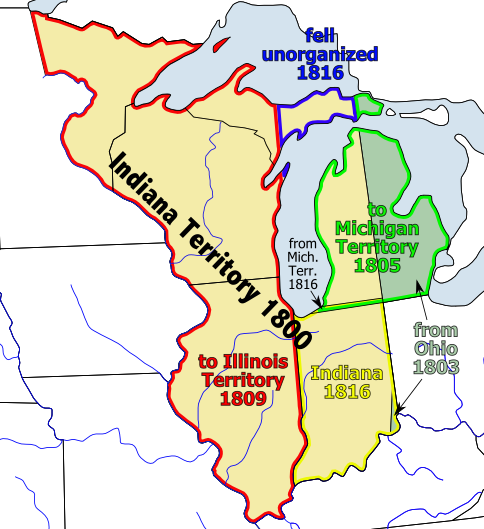
Mapa del Territorio de Indiana.

En 1754, se desencadena la guerra franco-indígena entre los franceses y los británicos en América del Norte. Finalizó en 1763, y resultó en derrota francesa. De acuerdo con los términos del Tratado de París, los franceses cedieron el control de la región de Indiana —entre otros territorios— a los británicos. Durante los próximos años, la población de la región crecería muy lentamente, gracias a los colonos venidos de las Trece Colonias, que se instalaban principalmente en Vincennes. En 1778, tres años después del inicio de la guerra de la Independencia de los Estados Unidos, una tropa de rebeldes, bajo el mando de George Rogers Clark, tomó el Vincennes de los británicos. Estos tomaron el control del asentamiento de nuevo en aquel mismo año, aunque Clark lo reconquistó permanentemente en 1779.

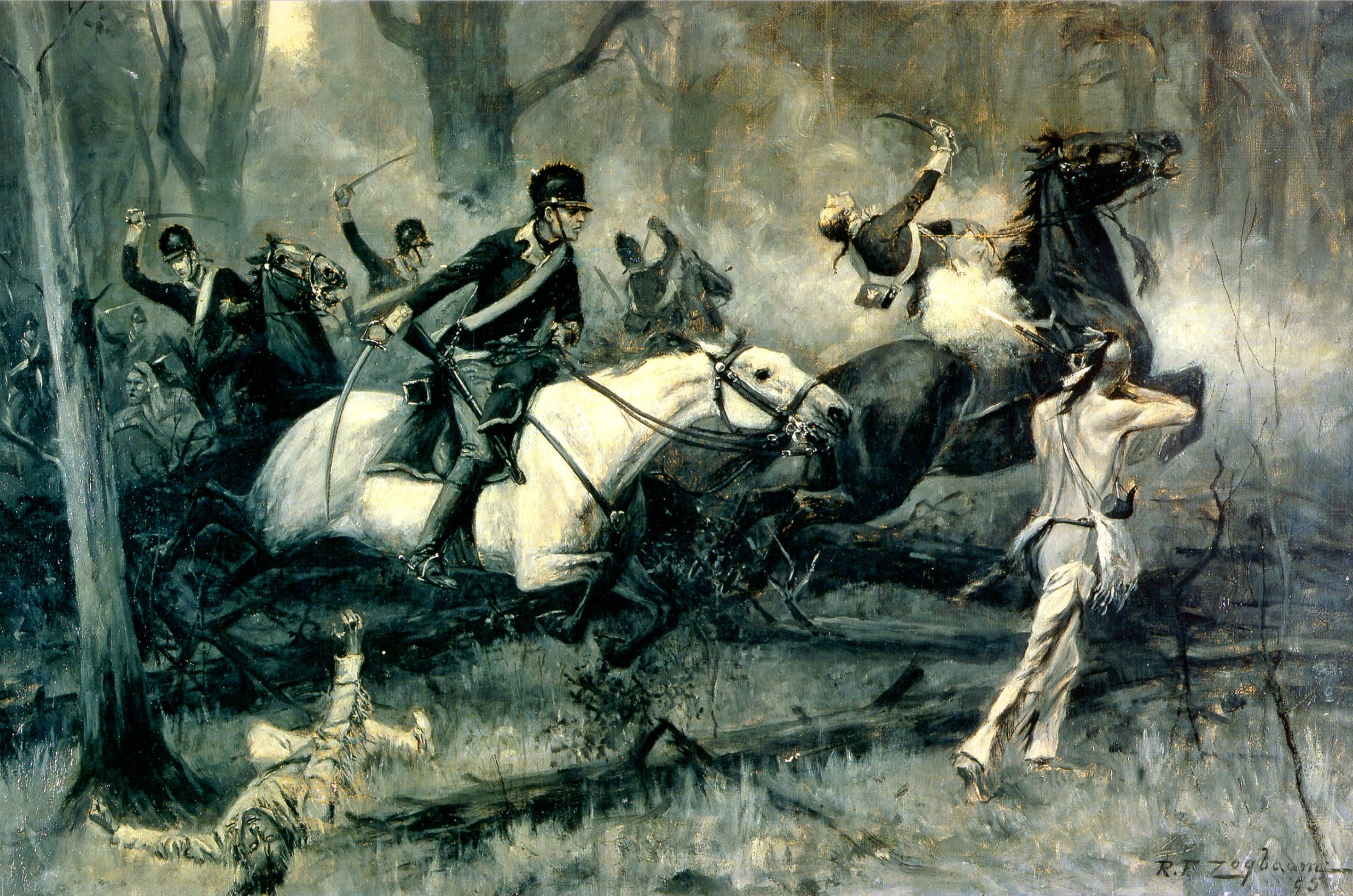
Batalla de los Árboles Caídos (1794).

En 1787, Indiana pasa a formar parte del Territorio del Noroeste. Entonces, los habitantes blancos instalados en la región sufrían los constantes ataques de los nativos americanos, que aumentaron drásticamente después del fin de la revolución estadounidense, en 1783. Después de esto, la tribu miami realizó diversos ataques contra los asentamientos habitados por personas de ascendencia europea, matando a diversos blancos y destruyendo tales asentamientos. Solo en 1794, los miami fueron derrotados en la batalla de Fallen Timbers.
En 1800, se crea el Territorio de Indiana, con capital en Vincennes. Este territorio —cuyo primer gobernador fue William Henry Harrison, que sería posteriormente el noveno presidente de Estados Unidos, en marzo de 1841— incorporaba tierras que actualmente forman parte de otros Estados, especialmente toda la región que compone el actual Estado de Illinois. La región de Illinois pasó a ser un territorio propio en 1809, lo que produjo que el Territorio de Indiana adquiriese unas fronteras parecidas a las actuales. El gobierno estadounidense incentivó el poblamiento de la región, mediante la venta de terrenos a bajos precios a los que estuviesen dispuestos a instalarse en la región.

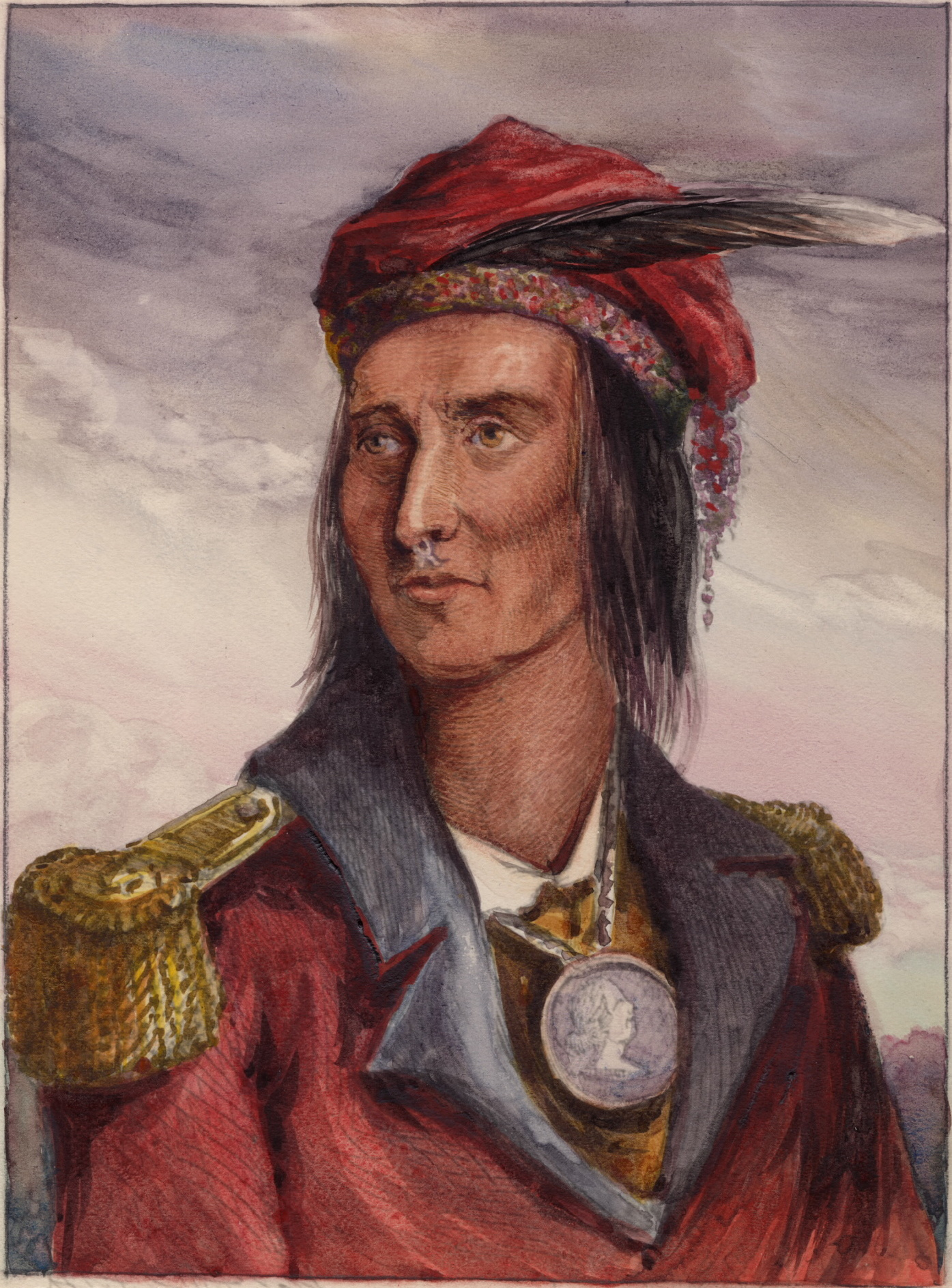
Tecumseh.

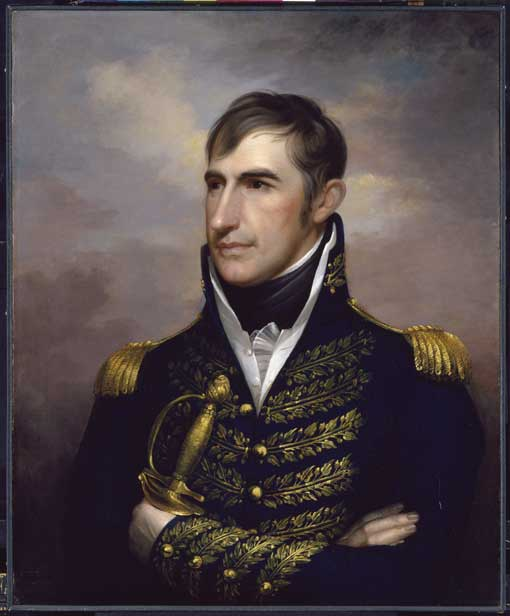
William Henry Harrison.

Aquel mismo año, Harrison compró 1,17 millones de hectáreas de tierras a los nativos americanos, bajo el Tratado de Fort Wayne. Este tratado fue una de las causas de la guerra de Tecumseh, que se iniciaría en 1811, cuando diversas tribus nativas se unieron contra los rebeldes. Aquel mismo año, Harrison derrotó a los nativos americanos en la batalla de Tippecanoe. Tras el inicio de la guerra de 1812, los nativos americanos se aliaron con los británicos. En 1813, Harrison derrotó nuevamente a los nativos americanos en la batalla de Thames (en la actual provincia canadiense de Ontario). El principal líder de las fuerzas indígenas, Tecumseh, fue herido de muerte en la batalla, lo que puso fin a los ataques indígenas en los asentamientos blancos de Indiana. En 1813, la capitalidad del territorio pasa a Corydon. El 11 de diciembre de 1816, Indiana pasa a ser el 19.º Estado de Estados Unidos.

### De 1816 a 1900
El gobierno de Indiana se enfrentó un problema después de haber sido elevado a categoría de Estado: la completa falta de recursos económicos, y la ausencia de fuentes de ingresos que generaran beneficios al Estado. La única fuente de ingresos del gobierno era un pequeño impuesto sobre la propiedad, que fue implementado rápidamente como medida de emergencia, y que encontró una gran resistencia por parte de los granjeros del Estado, que apenas conseguían generar beneficios suficientes para su autosustentación —a causa de la localización aislada de la región, lejos de los mercados de consumo, y de la falta de medios de transporte adecuados—. El gobierno de Indiana recibiría ayudas económicas del gobierno federal durante la década de 1820, que gastaría descontroladamente en diversos programas. Los gastos descontrolados habían endeudado gravemente al gobierno de Indiana en apenas dos décadas, y muchos de estos programas jamás se completaron.
En 1818, Indiana adquirió sus fronteras actuales, cuando los Estados Unidos compraron a los nativos americanos la región centro-oeste de Indiana, que incluía el área donde actualmente se localiza la ciudad de Indianápolis. En 1819, se instala permanentemente el primer europeo en la región donde actualmente se localiza Indianápolis, ciudad que fue fundada oficialmente en 1821, y que pasaría a ser oficialmente la capital del Estado en 1824, gracias a su localización central.

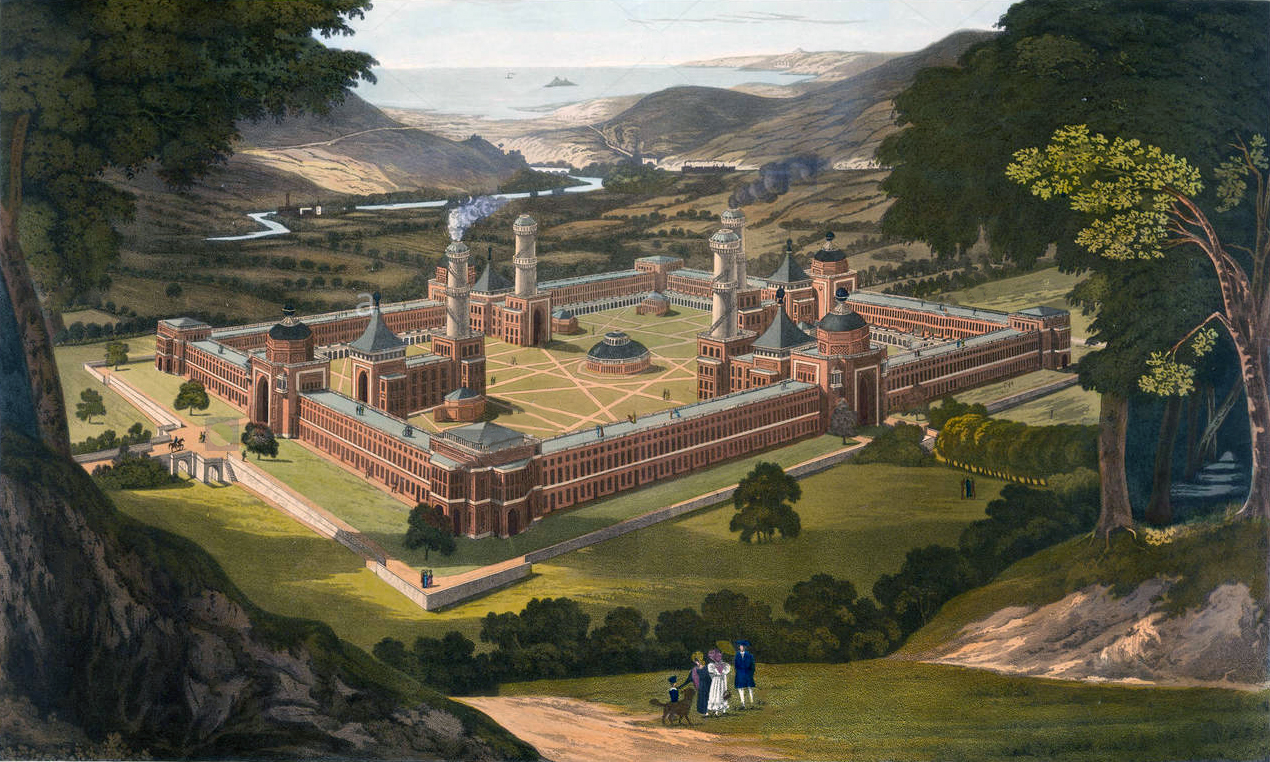
Visión utópica de New Harmony (cuadro de 1838).

En 1825, un reformista escocés, Robert Owen, fundó New Harmony, planeando crear una comunidad, y el inicio de un nuevo sistema social, así como la instalación de diversas reglas y la cooperación conjunta entre sus habitantes. New Harmony sería gobernada por ideas progresistas, que eran desconocidas en aquella época. Aunque tuvo algo de éxito durante sus primeros meses, la falta de cooperación entre los habitantes causó el fin del experimento, en 1827.
Las condiciones económicas del Estado —difíciles hasta entonces— pasaron a mejorar gradualmente a partir de la década de 1830, con la construcción de canales de navegación, que conectaban los ríos de Indiana con los Grandes Lagos (hasta entonces, los productos agropecuarios se transportaban por el río Misisipi, hasta Nueva Orleans). La construcción de vías férreas en Indiana, a partir de finales de la década de 1840, aceleró el crecimiento económico del Estado, e hizo que se instalasen en el Estado más inmigrantes y habitantes del este estadounidense. La primera vía férrea de Indiana, construida entre Indianápolis y Madison, fue inaugurada en 1847.
Durante la década de 1850, Indiana ya disponía de una extensa red ferroviaria que lo conectaba con el resto del país, y una industria agropecuaria consolidada y en franco crecimiento. En 1852, los hermanos Studebaker crearon una planta industrial para la fabricación de vagones ferroviarios, en South Bend. La compañía industrial de los hermanos, la Studebaker, se convertiría posteriormente en la mayor fabricante de vagones ferroviarios del país.
En 1861, estalló la guerra civil estadounidense. Indiana, cuya población era en su gran mayoría abolicionista, participó activamente del lado de la Unión, los Estados Unidos propiamente dichos, contra los Estados Confederados de América. El único conflicto registrado en Indiana fue la batalla de Corydon, en 1863, que tuvo lugar en Corydon.
Después de la guerra, se daría una recesión económica en el sector agropecuario del Estado, causada principalmente por los bajos precios de los productos agropecuarios y los altos precios del transporte. Todo ello endeudó a muchos granjeros, muchos de los cuales se mudaron a las ciudades. El sector agropecuario de Indiana solo se recuperaría durante la década de 1890. Sin embargo, la creación de la Studebaker y la Guerra Civil habían estimulado la construcción de diversos establecimientos industriales, durante y después de la guerra civil. En 1886, el descubrimiento de fuentes de gas natural en Indiana atrajo a diversas compañías industriales. En 1889, la Standard Oil Company fundaría la que entonces era una de las mayores refinerías de petróleo del mundo, en Whiting. Aquel mismo año, Benjamin Harrison, de Indianápolis, nieto de William Henry Harrison, sería investido presidente de los Estados Unidos. A finales del siglo XIX, la industria manufacturera ya era, con diferencia, la mayor fuente de ingresos de Indiana, y cerca de un 30 % de la población del Estado vivía en ciudades.

### De 1900 hasta la actualidad

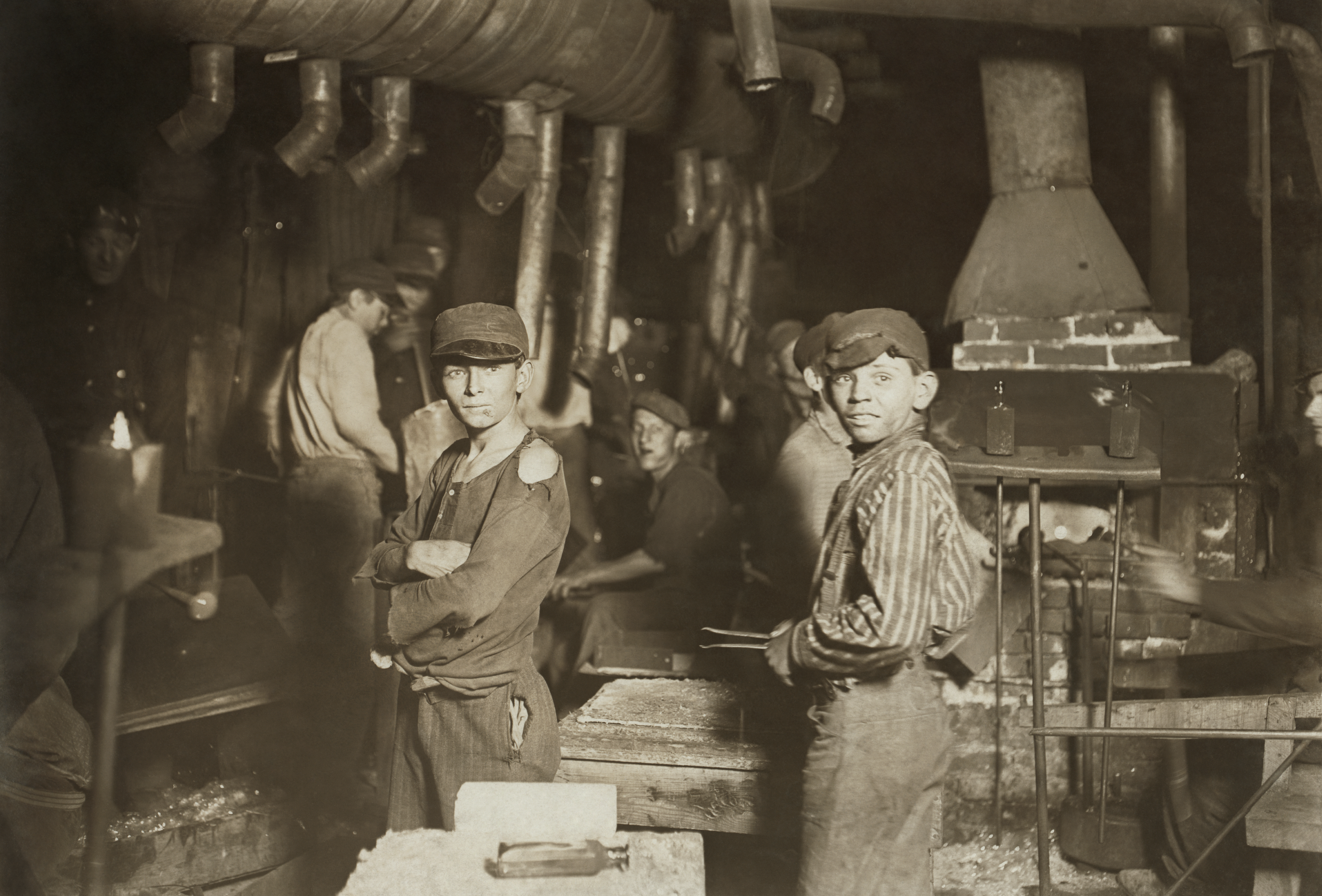
Niños trabajando en una fábrica de vidrio en Indiana en 1908. Foto de Lewis Hine.

El sector industrial de Indiana continuó creciendo rápidamente durante las primeras décadas del siglo XX. Las empresas industriales se instalaban en el Estado y se fundaban diversas ciudades industriales. Una de las más exitosas de estas ciudades fue Gary, fundada en 1906 por la United States Steel Corporation, que sería donde la compañía instalaría su principal complejo industrial. Durante las primeras décadas del siglo, el Estado adoptaría leyes laborales, tales como el Workmen's Protection Act de 1915, que obligaba al patrón a pagar indemnizaciones a los trabajadores heridos a causa de sus errores o negligencias. Sin embargo, tales leyes serían modificadas posteriormente, tanto es así que Indiana posee actualmente una de las legislaciones menos favorables a los trabajadores del país. La Primera Guerra Mundial y la alta demanda de productos industrializados durante la década de 1920 fueron dos factores que estimularon el desarrollo del sector industrial de Indiana durante el inicio del siglo, al mismo tiempo que el sector agropecuario sufría una gran crisis a causa de los bajos precios.
En 1929, se desencadenaría la Gran Depresión, que causaría una gran recesión económica en Indiana, el cierre de diversas instalaciones industriales y altas tasas de desempleo. Esta recesión perduró durante toda la década de 1930. En 1933, en un intento de poder lidiar mejor con la recesión, Indiana reorganizó su Poder Ejecutivo, dando al gobernador mayores poderes. Los programas de asistencia socioeconómica, y las obras públicas realizadas por el gobierno federal y de Indiana, ayudaron a minimizar en parte los efectos de la recesión en el Estado.
En 1940, es elegido gobernador el demócrata Henry F. Schricker, aunque la mayor parte de los miembros electos del Legislativo del Estado eran republicanos. Estos aprobaron aquel mismo año un acto que disminuía los poderes del gobernador, si bien la Corte Suprema de los Estados Unidos lo anuló después, tachándolo de inconstitucional. En 1941, la entrada de Estados Unidos en la Segunda Guerra Mundial acabó con los efectos de la recesión económica que existía, debido al aumento de la demanda de productos industrializados. A finales de la década de 1940, más de la mitad de la población de Indiana vivía en ciudades.
Indiana prosperó económicamente hasta la década de 1970, siendo la industria su principal fuente de ingresos. Ciudades industriales tales como Indianápolis y Gary continuaban atrayendo a granjeros, así como a personas provenientes del sur de Estados Unidos, en su mayoría afroamericanos. Actualmente, tanto Indianápolis como Gary albergan grandes comunidades afroamericanas. En 1970, Indianápolis y el condado en el que se inscribe, Marion, fusionaron sus gobiernos, lo que provocó la drástica expansión de Indianápolis, que pasó a ocupar casi todo el condado.
Los crecientes gastos forzaron al gobierno de Indiana a implementar un impuesto sobre las ventas en 1963. El Estado aumentaría la cuantía de este impuesto en 1973 y en la década de 1980. Durante la década de 1970, la creciente modernización del sector industrial hizo que muchos trabajadores se quedaran sin empleo. Durante la década de 1980, Indiana fue alcanzado por la recesión económica que se había producido en el sector industrial de los Estados del Rust Belt (cinturón del óxido) —causando despidos en masa y el cierre de diversas fábricas—, aunque los efectos de la recesión fueron sensiblemente menores que los sufridos por otros Estados del Rust Belt. La economía del Estado y su sector industrial se recuperaron rápidamente durante la década de 1990, en contraste con el resto de los Estados del Rust Belt.
En materia política, ha sido un estado donde siempre han ganado los republicanos, pero en la elección del 2008, Barack Obama tomó un giro demócrata.

## Geografía
Indiana limita al norte con el lago Míchigan y con Míchigan, al este con Ohio, al sureste y al sur con Kentucky y al oeste con Illinois. Indiana es uno de los estados de los Grandes Lagos.
El río Wabash corta a Indiana por cerca de 650 kilómetros, en sentido nordeste-suroeste. Es un afluente del río Ohio, toda vez que afluente del río Misisipi. La cuenca hidrográfica de este último cubre la mayor parte del estado. El Wabash ha dado nombre y temática a dos canciones estatales: On the Banks of the Wabash y Wabash Cannonball. A orillas del río Blanco (White River) (un afluente del Wabash, que zigzaguea por el centro del estado) se localizan dos grandes ciudades, que son Indianápolis y Muncie. Evansville, la tercera mayor ciudad del estado, está localizada a orillas del río Ohio, que delimita toda la frontera de Indiana con Kentucky. Otro río importante es el St. Joe.

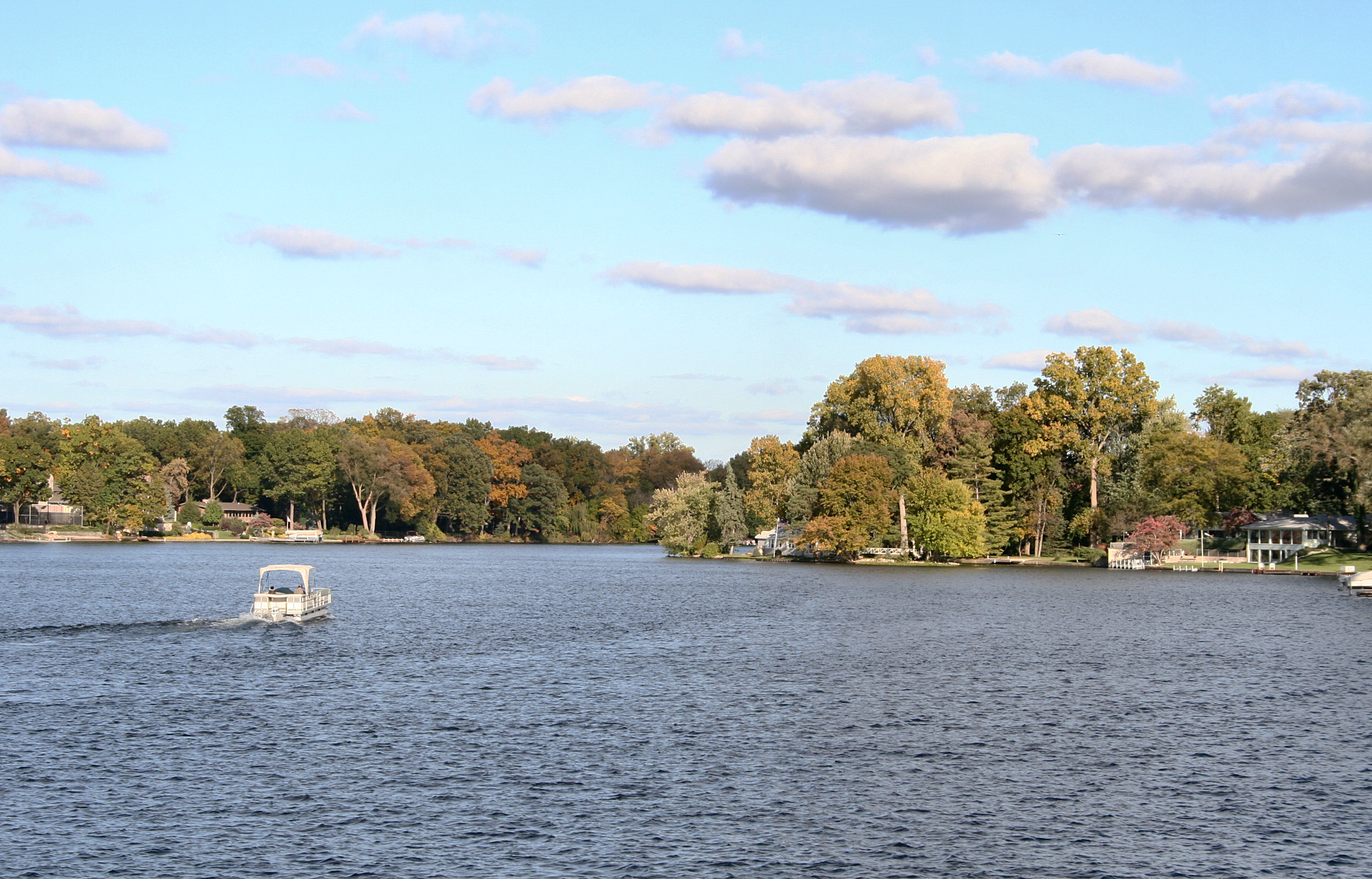
El río St. Joe a su paso por Elkhart
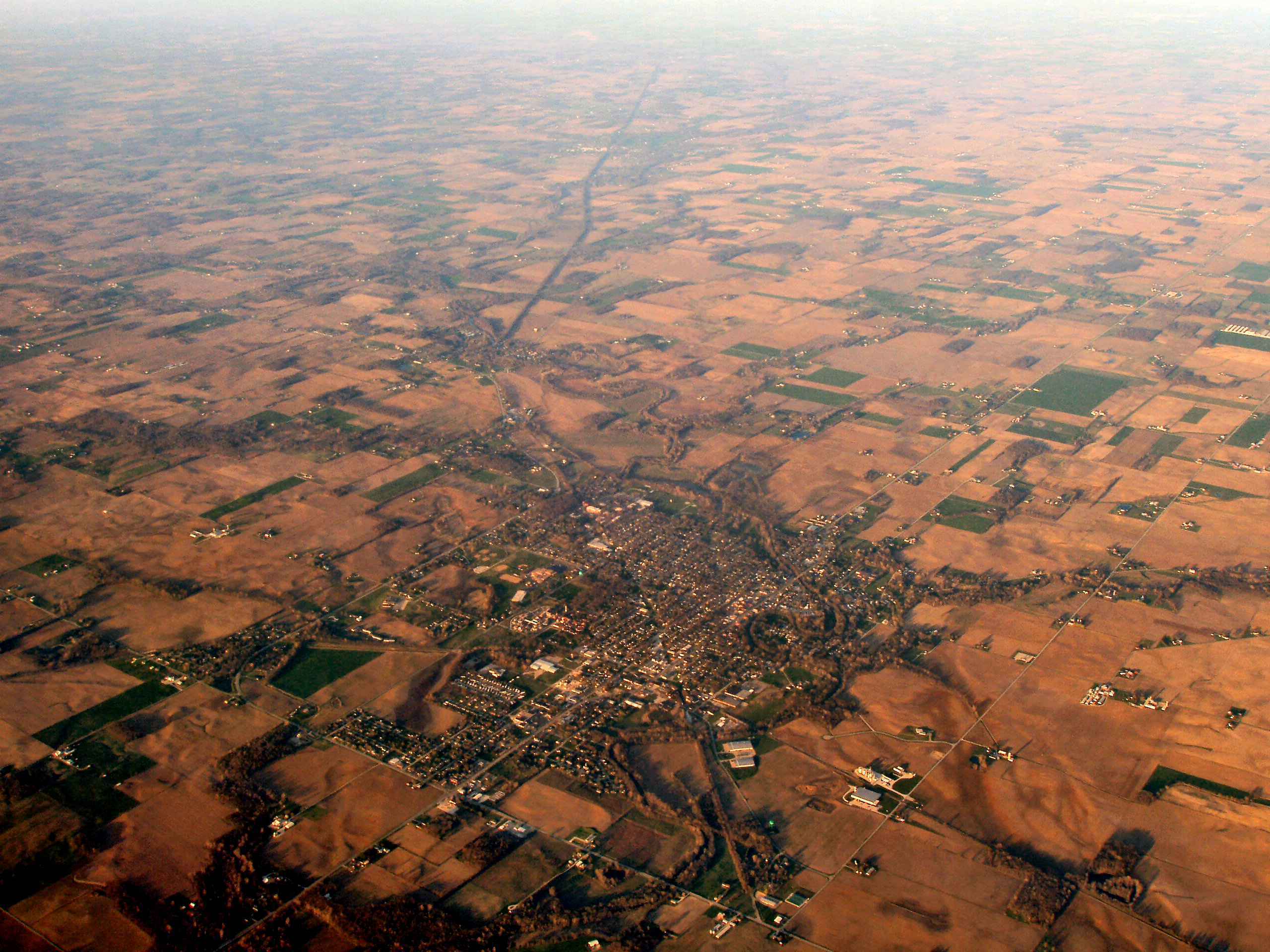
La mayor parte del norte y centro de Indiana son tierras de cultivos salpicadas de pequeñas ciudades, como North Manchester
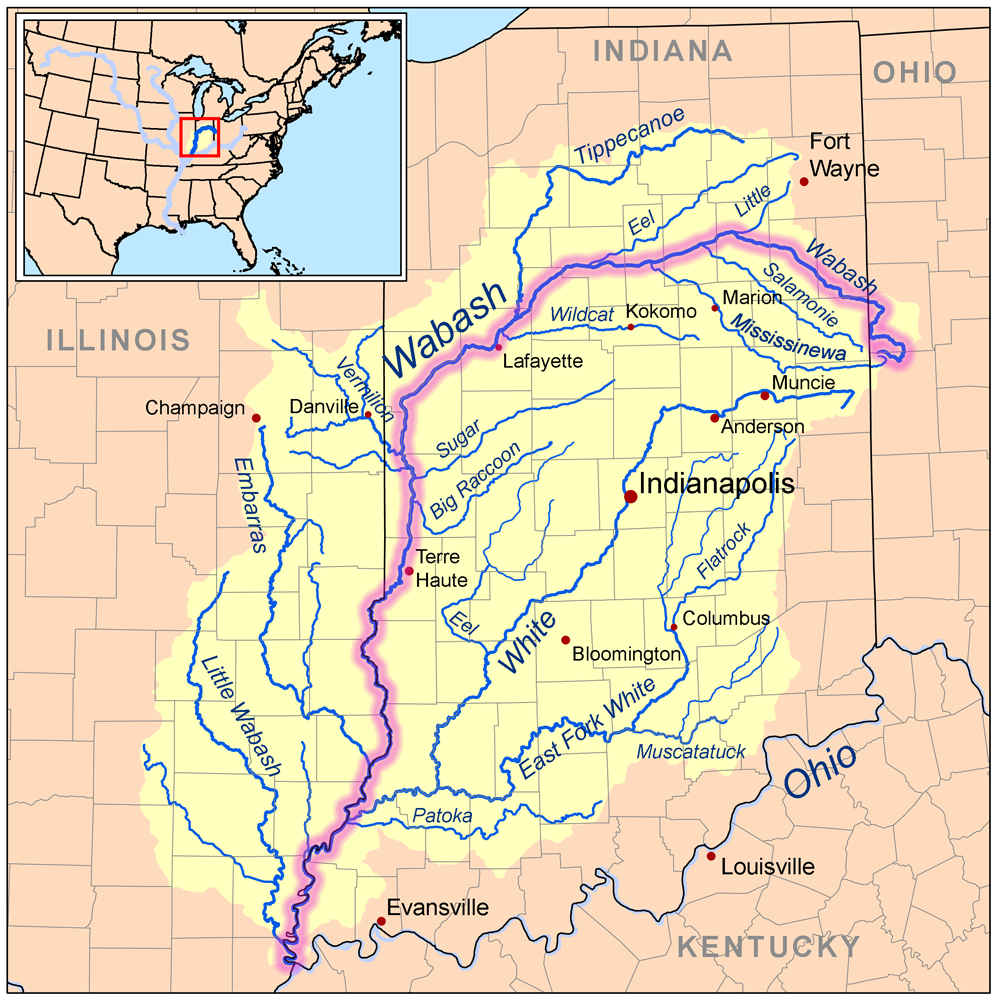
La cuenca del río Wabash abarca casi toda la superficie de Indiana
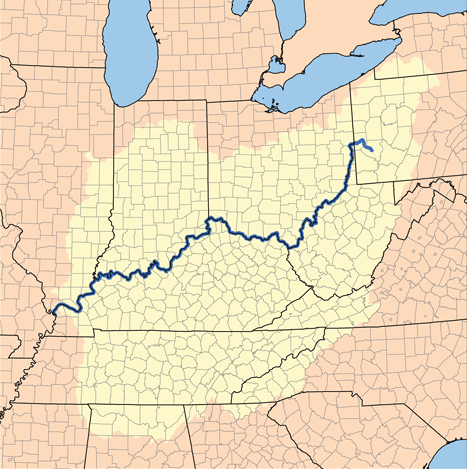
El río Ohio forma su frontera sur, con el estado de Kentucky
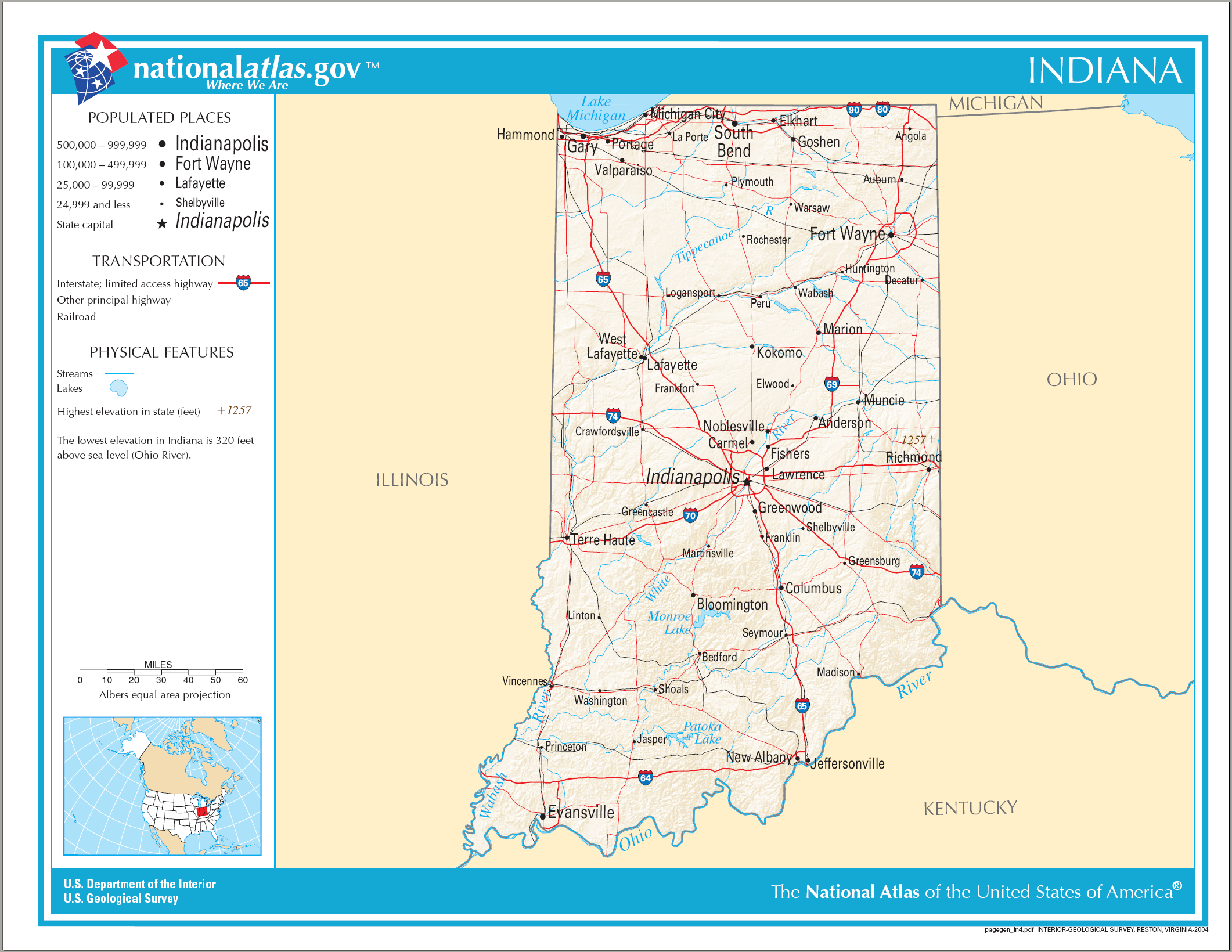
Mapa de Indiana

### Noroeste de Indiana
La esquina noroeste del estado forma parte del área metropolitana de Chicago (ciudad localizada en el estado vecino de Illinois), y está, por tanto, densamente poblada, con más de un millón de habitantes. Gary, junto con las ciudades que conforman la mitad norte de los condados de Lake, Porter, y LaPorte, son suburbios de Chicago. Todos están en la Zona Horaria Central, al igual que Chicago. Están comunicados con la metrópoli a través de una vía férrea de lka South Shore Electric.

### South Bend / Centro Norte de Indiana
South Bend, Mishawaka, Elkhart y Goshen, en el centro norte de Indiana, conforman la región conocida como Michiana. Estas ciudades, que la Oficina del Censo de EE. UU. ha agrupado en dos áreas metropolitanas, se han convertido a lo largo de los últimos 10 años en una única área metropolitana, que comprende tanto el condado de St. Joseph como el de Elkhart.
El río Kankakee, que serpentea por el norte de Indiana, sirve como línea divisoria entre la Indiana rural y la suburbana.

### Indiana Central
La capital estatal, Indianápolis, está situada en la parte central del estado. Una ciudad cercana es Columbus, conocida por su rico y moderno patrimonio arquitectónico.

### Sur de Indiana
Evansville es la tercera mayor ciudad de Indiana, localizada en la esquina suroeste del estado.
El sur de Indiana es una mezcla de tierras de labranza y bosques. El Hoosier National Forest es una reserva natural de 80 900 hectáreas situada en el centro sur del estado. La topografía de la parte sur del estado es más variada y, generalmente, más accidentada que la parte septentrional. En esta región se sitúan los knobs, una serie de colinas de unos 300 m de altitud, que corren paralelas al río Ohio. La geología caliza del sur de Indiana ha permitido la excavación natural de numerosas cuevas. Indiana alberga una de las mayores regiones de canteras calizas de EE. UU.
Las áreas bajo gestión del Servicio Nacional de Parques son:
- George Rogers Clark National Historical Park, en Vincennes;
- Indiana Dunes National Lakeshore, cerca de Porter;
- Lincoln Boyhood National Memorial, en Lincoln City;
- Hoosier National Forest, en Bedford.

### Regiones fisiográficas

Regiones fisiográficas de Indiana.

Podemos dividir a Indiana en tres regiones fisiográficas: 
- Las Llanuras de los Grandes Lagos ocupan la región norte de Indiana. Esta región se caracteriza por sus pequeños y numerosos lagos y montes poco elevados, compuestos por sedimentos dejados por los glaciares. Su suelo es muy fértil, y la mayor parte de la región se usa para la práctica de la agricultura.
- Las Llanuras Till ocupan la región central de Indiana. Las altitudes de estas llanuras aumentan gradualmente a medida en que se viaja en dirección al sur. Estas llanuras cuentan con pocos accidentes geográficos, y se caracterizan por sus montes bajos y anchos. Su suelo es fértil, aunque no tanto como en las Llanuras de los Grandes Lagos. El punto más alto de Indiana se localiza en esta región —la Hoosier Hill—, con 383 metros de altitud, localizada en el Condado de Wayne.
- Las Llanuras y Colinas del Sur ocupan la región sur de Indiana. Es la única de las tres regiones que no fue cubierta por los glaciares durante la Edad de Hielo. Por ello, tiene el terreno más accidentado del estado. Gran parte de esta región está cubierta por bosques. El punto más bajo de Indiana se localiza en esta región, en su extremo suroeste.

### Clima

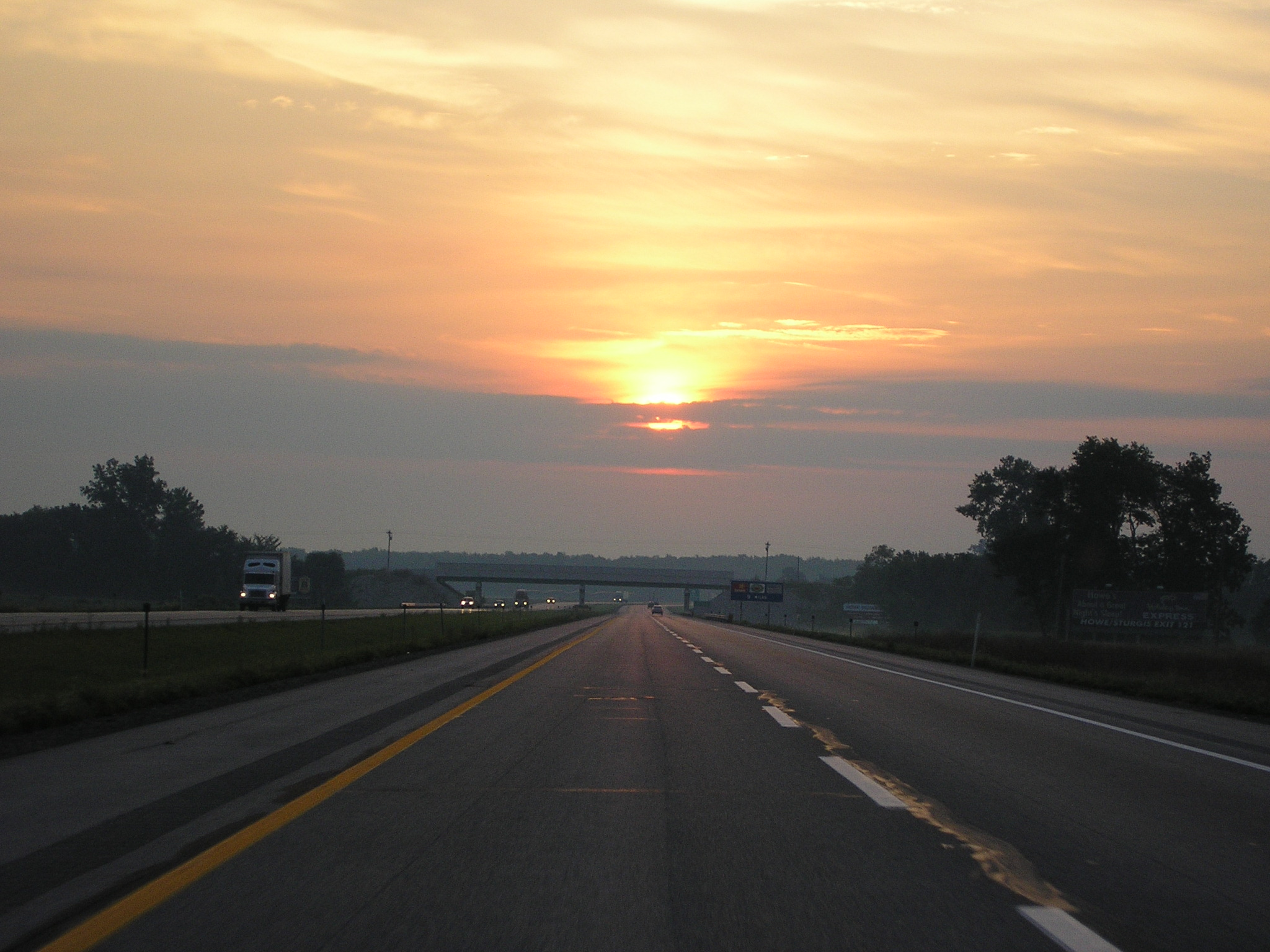
Atardecer en una autopista de Indiana.

El clima de Indiana es continental, en el que se distinguen cuatro estaciones, con veranos cálidos e inviernos fríos. Las temperaturas, durante todo el año, descienden a medida que aumenta la latitud —a excepción del extremo noroeste del Estado, donde la presencia del lago Míchigan hace que, en invierno, la temperatura media de la región sea ligeramente más alta que en el resto del norte del Estado—. El tiempo atmosférico es relativamente inestable, y puede cambiar repentinamente especialmente en invierno. El principal motivo de esta inestabilidad es la ausencia de obstáculos geográficos en el Estado y en sus proximidades, que permiten el rápido movimiento de corrientes de aire venidas de cualquier dirección.
La temperatura media en invierno es de –6 °C en el norte del Estado, –3 °C en la región central y de 1 °C en el sur. La media de las mínimas es de –9 °C en el norte, –6 °C en la región central, y de –3 °C en el sur. Por su parte, la media de las máximas es de 0 °C en el norte, –3 °C en la región central y 8 °C en el sur. La temperatura más baja registrada, –38 °C, fue medida en New Whiteland, el 19 de enero de 1994.
La temperatura media en verano es de 21 °C en el norte, 23 °C en la región central, y 27 °C en el sur. La media de las mínimas es de 15 °C en el norte, 16 °C en la región central y de 18 °C en el sur. La media de las máximas es de 27 °C en el norte, 30 °C en la región central y 32 °C en el sur. La temperatura más alta registrada es de 47 °C, medida el 14 de julio de 1936, en Collegeville.
Las tasas de precipitación media anual de lluvia varían de menos de 90 centímetros en el norte a más de 110 centímetros en el sur. Las tasas de precipitación media anual de nieve, por su parte, varían de 100 centímetros en el norte a 25 centímetros en el sur de Indiana.

## Demografía

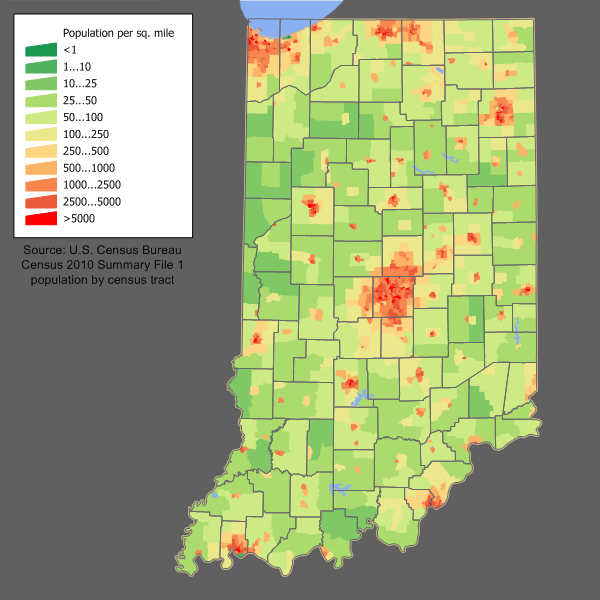
Densidad de población de Indiana.

Según el censo de 2005, Indiana tenía una población de 6 271 973 habitantes, lo que supone un aumento de 45 436 habitantes (o lo que es lo mismo, un 0,7 %), en relación con el año anterior y un aumento de 191 456 habitantes (o un 3,1 %), en relación con el año 2000. El aumento demográfico desde el último censo se debe a un crecimiento natural de 159 488 personas (451 681 nacimientos menos 292 193 muertes) y una migración neta de 38 656 personas en el estado. Las migraciones externas han dado lugar a un aumento neto de 55 656 personas, mientras que las migraciones internas produjeron una pérdida neta de 17 000 personas. 
En 2005, el 3,9 % de los habitantes del estado (242 281) no habían nacido en Estados Unidos.
El crecimiento demográfico de Indiana, desde 1990, se ha concentrado en los condados en torno a Indianápolis, donde se localizan cuatro de los cinco condados con las mayores tasas de crecimiento demográfico del Estado: Hamilton, Hendricks, Johnson y Hancock. El quinto condado es Dearborn, localizado cerca de Cincinnati. Por su parte, el decrecimiento demográfico se concentra en una serie de condados que forman geográficamente una línea entre Logansport y Richmond. Otros tres condados que también experimentaron un descenso de su población, localizados a lo largo de los ríos Wabash y Ohio, fueron Vigo, Knox y Perry.

### Razas y etnias
| composición racial | 1990  | 2000  | 2010  |
| ------------------ | ----- | ----- | ----- |
| Blancos            | 90.6% | 87.5% | 84.3% |
| Negros             | 7.8%  | 8.4%  | 9.1%  |
| Asiáticos          | 0.7%  | 1.0%  | 1.6%  |
| Nativos            | 0.2%  | 0.3%  | 0.3%  |
| Nativos de Hawaii  | –     | –     | –     |
| Otros              | 0.7%  | 1.6%  | 2.7%  |
| Multiracial        | –     | 1.2%  | 2.0%  |

Los mayores grupos étnicos de Indiana son los alemanes (que comprenden un 22,7 % de la población del Estado), los estadounidenses (12,0 %; la mayoría descendiente de escoceses e ingleses) los irlandeses (10,8 %), los ingleses (8,9 %), los Afroamericanos (8,4 %) y los polacos (3,0 %). Solo el 91,9 % de los habitantes de Indiana especificó una ascendencia en el censo de 2000.
Los alemanes son el mayor grupo étnico de Indiana. Según el censo de 2000, de cada cuatro blancos, uno tenía una ascendencia principalmente alemana. Las personas de ascendencia estadounidense (en su mayoría, blancos de ascendencia británica) y británica, también están presentes a lo largo de Indiana, especialmente en las regiones sur y centro del Estado. Gary y otros suburbios de Chicago pertenecientes a Indiana, junto con la ciudad de Indianápolis, albergan grandes comunidades afroamericanas.
South Bend cuenta con una gran población polaca, y en Mishawaka existe un número razonable de personas de ascendencia belga. En South Bend, los habitantes de la ciudad celebran el lunes de Pascua, la celebración polaca del fin de la Cuaresma.
En el Condado de Elkhart se localiza una gran población hispana, en particular en la ciudad de Goshen. Estas áreas, anteriormente dominadas por personas de ascendencia alemana y neerlandesa, ahora poseen una alta concentración de establecimientos comerciales hispanos (en su mayoría mexicanos), tanto es así que muchas señales y placas de la ciudad son bilingües.

Pirámide de edades de Indiana (2000).

### Pirámide de edades
La distribución de la población por edades en 2004 era:
- Menos de 5 años: 6,9 %
- Menos de 18 años: 25,7 %
- Más de 65 años: 12,4 %

Las personas de sexo femenino componen el 50,8 % de la población de Indiana.

### Religión

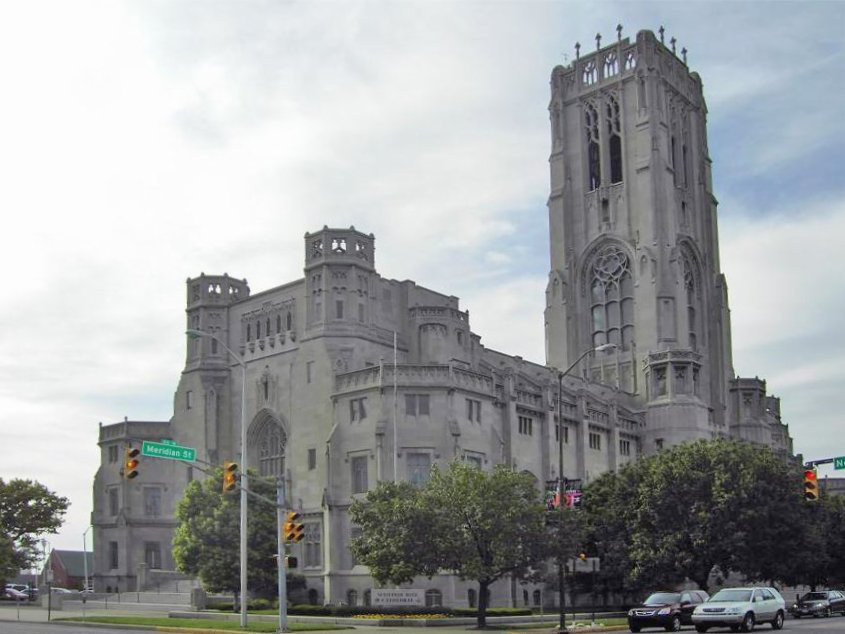
La Indianapolis Scottish Rite Cathedral.

Afiliaciones religiosas de la población de Indiana:
- Cristianismo 72 % - 4 853 481
  - Protestantes 54 % - 3 640 111
  - Católicos 18 % - 1 213 370
- Otras religiones 2 % - 134 818
- Sin religión 26 % - 1 112 646

En lo referente a la religión, la población de Indiana es predominantemente protestante, aunque también existe una significativa población católica, que se encuentra enfatizada por la presencia de la Universidad de Notre Dame, así como por el creciente sistema de escuelas parroquiales en las principales áreas metropolitanas. En el sur de Indiana se encuentra una cierta cantidad de monasterios católicos y una de las dos archiabadías de Estados Unidos, la archiabadía de San Meinrad. Indiana alberga una proporción grande e influyente de amish y menonitas, especialmente en los condados de Elkhart y de LaGrange, al norte, y un número más pequeño en el Condado de Parke, al oeste. El estado posee la mayor población de miembros de la Iglesia de Cristo de toda la nación.
Las iglesias católicas y protestantes (de la línea principal) tienen una fuerte presencia en las ciudades, mientras que en las áreas rurales tienden a predominar las iglesias evangélicas y fundamentalistas, así como las iglesias independientes baptistas y pentecostales. En Indianápolis tienen su sede dos denominaciones conservadoras, la Iglesia metodista libre y la Iglesia wesleyana.
La Sociedad Islámica de Norteamérica tiene su sede en Plainfield, al oeste de Indianápolis. Existe un número significativo de judíos en las áreas urbanas, especialmente en Indianápolis, South Bend, Fort Wayne y Terre Haute.

### Principales ciudades

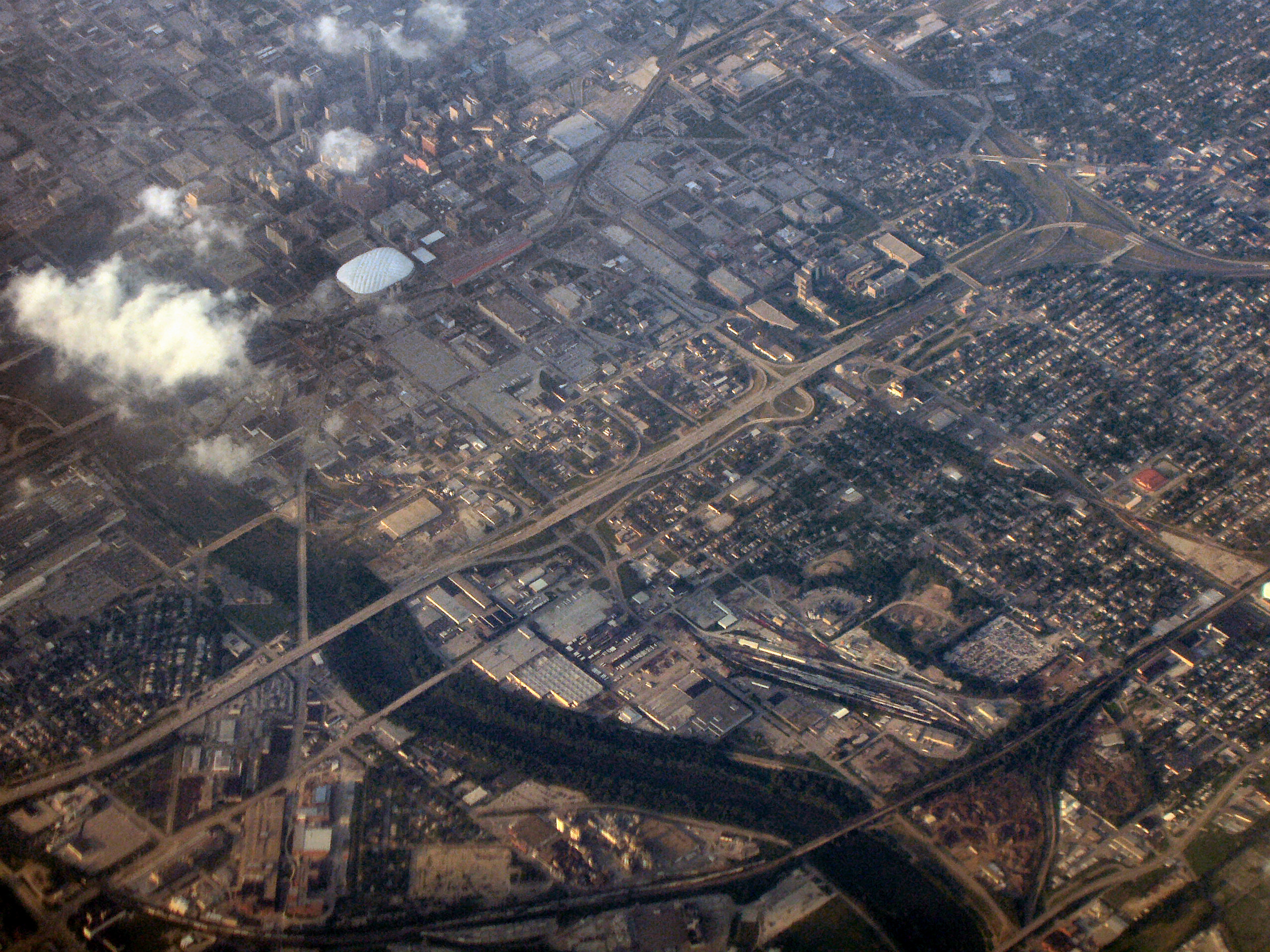
Indianápolis, vista desde el aire.

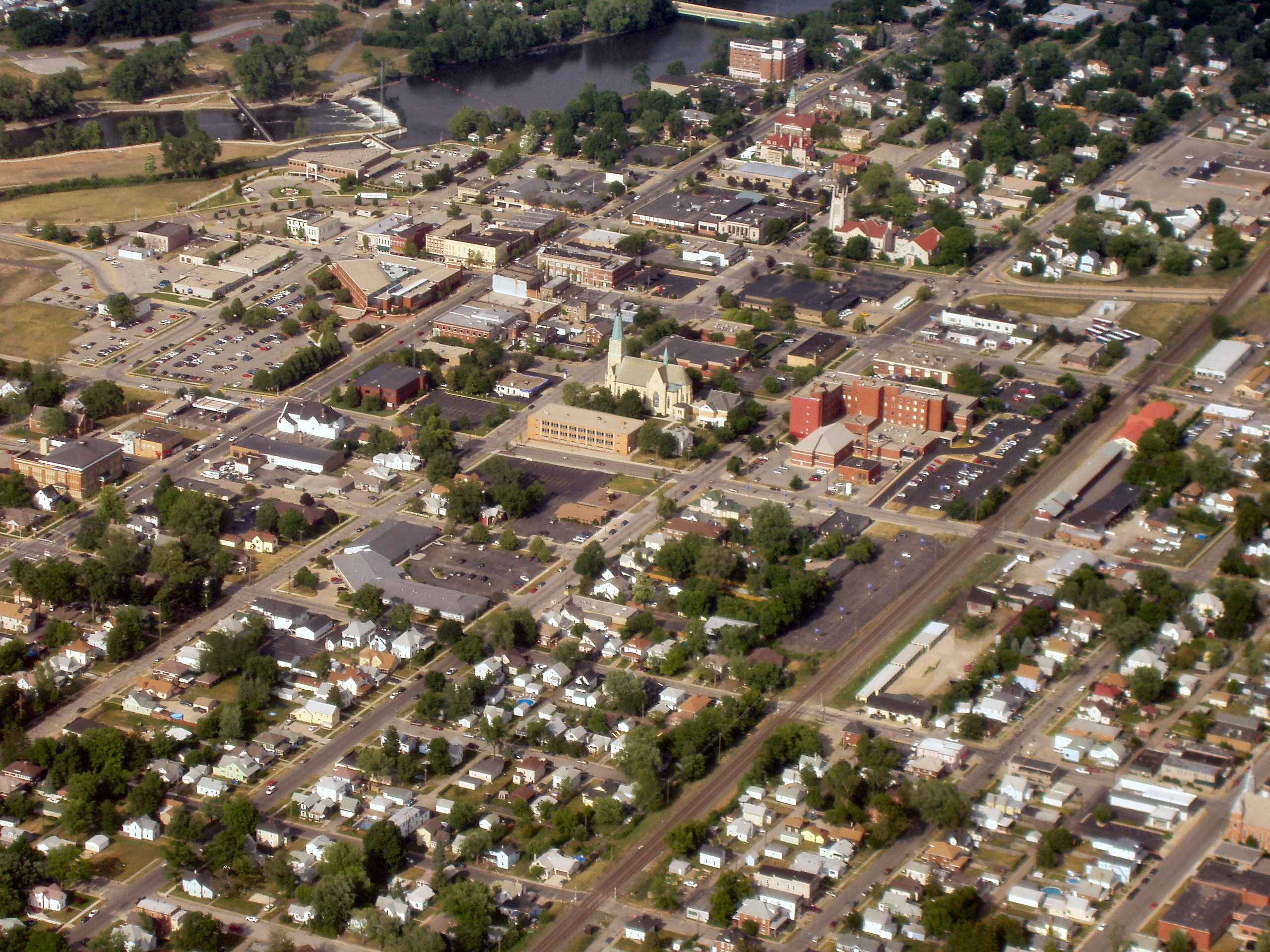
Mishawaka.

| Población > 1 000 000 (área urbanizada) - Indianápolis |

Población > 100 000 (área urbanizada)
- Fort Wayne
- Evansville
- South Bend
- Gary

Población > 10 000 (área urbanizada)
|  |  |  | - Anderson - Bloomington - Muncie - Terre Haute - Elkhart - Lafayette - West Lafayette - Michigan City - Kokomo - Columbus - Marion - Richmond - Perrysville - Warsaw - Logansport | - New Castle - Vincennes - Auburn - Seymour - Shelbyville - Huntington - Frankfort - Connersville - Crawfordsville - Greenfield - Peru - Bedford - Lebanon - Madison - Jasper | - Lawrenceburg - Martinsville - Washington - Plymouth - Wabash - North Vernon - Scottsburg - Angola - Elwood - Kendallville (Indiana) - Greensburg - Decatur - Valparaiso - Brazil - Jeffersonville |

Suburbios importantes de Indianápolis
|  |  | - Avon - Beech Grove - Brownsburg - Carmel - Fishers - Franklin - Greenwood | - Lawrence - Noblesville - Plainfield - Southport - Speedway - Zionsville |

Suburbios importantes de Chicago
|  |  | - Crown Point - East Chicago - Gary - Griffith - Hammond | - Highland (Condado de Lake) - Hobart - Merrillville - Munster - Portage |

Suburbios importantes de Louisville
- Clarksville
- Jeffersonville
- New Albany

Suburbios importantes de Fort Wayne
- Huntertown
- Leo-Cedarville
- New Haven

Suburbios importantes de Evansville
- Princeton
- Newburgh

Suburbios importantes de South Bend
- Granger
- Mishawaka

## Economía

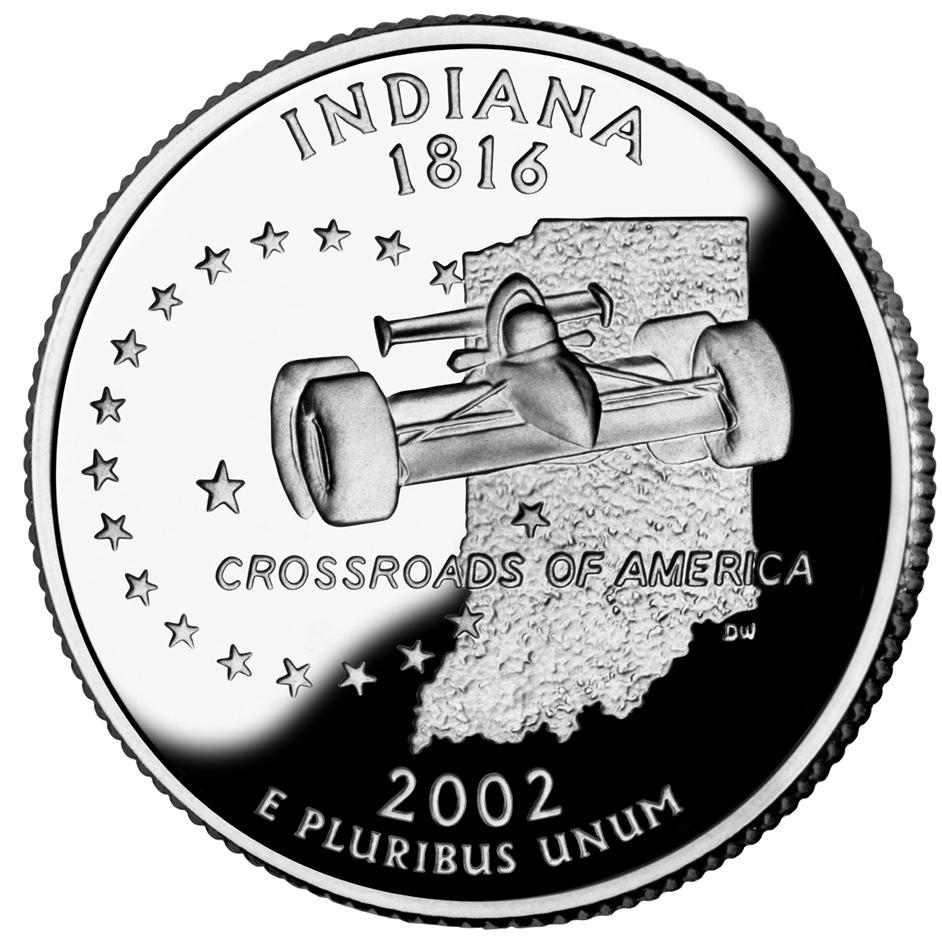
Cara de una moneda de 25 centavos de dólar, de Indiana.

El producto interior bruto de Indiana era, en 2005, de 214 000 millones de dólares, lo que lo colocaba en el 5.º puesto en la nación. La renta per cápita en 2005 era de 31 276 dólares. La tasa de desempleo se sitúa en el 3,3 %.
Indiana se localiza en pleno Corn Belt (cinturón del maíz), como así lo reflejan sus productos agrícolas. El principal es el maíz, aunque la soja también ocupa un lugar importante. La proximidad del estado a grandes centros urbanos, como Chicago, asegura la producción de leche, huevos y hortalizas. Algunas cosechas especializadas son los melones (en el sur del Valle del Wabash), los tomates (cuyo cultivo se concentra en el centro de Indiana), las uvas, y la menta. Además, Indiana es un significativo productor de tabaco. La mayor parte de la tierra original no era pradera y tenía que ser aclarada para poder cultivar. Sin embargo, permanecen intactas algunas parcelas de masa forestal, y gran parte del montañoso sur del estado también está ampliamente cubierto por bosques (lo que permite la existencia de un sector maderero local, que se especializa en la producción de muebles).
Gran parte de los ingresos de Indiana provienen de la industria. La región de Calumet, en el noroeste, es el mayor centro siderúrgico de Estados Unidos, y esta actividad requiere la generación de grandes cantidades de electricidad, lo que hace del sector eléctrico otra de las principales fuentes de ingresos del Estado. Otros productos industriales de Indiana son los automóviles, el material eléctrico, los equipamientos de transporte, los productos químicos, los derivados del caucho, petróleo y carbón, y la maquinaria industrial. Indianápolis alberga la principal sede de la compañía farmacéutica Eli Lilly, así como la sede de Mead Johnson Nutritionals, una división de Bristol-Myers Squibb. Elkhart, en el norte, también poseía una fuerte industria farmacéutica, aunque esto ha cambiado en tiempos recientes, con el cierre de los Whitehall Laboratories en la década de 1990, y con el cierre de la fábrica de Bayer en la ciudad, anunciado a finales de 2005.
A pesar de su dependencia de la industria manufacturera, Indiana se ha visto sensiblemente menos afectada por la recesión económica que se produjo en el sector industrial en los estados vecinos, en el llamado Rust Belt (cinturón del óxido). Ciertos factores en el mercado laboral parecen tener la explicación. Primero, gran parte de la industria pesada, tales como la producción de maquinaria y de acero —industrias tradicionales de Indiana— requiere una mano de obra altamente cualificada —existente en abundancia en el estado— y las empresas con frecuencia están dispuestas a instalarse en Indiana, debido a la falta de mano de obra cualificada en otras regiones. Segundo, la fuerza de trabajo de Indiana se localiza principalmente en ciudades medianas, en vez de en grandes metrópolis, donde los costes (como los impuestos, por ejemplo) son generalmente más caros. Esto hace posible a las grandes empresas —con aceptación de los trabajadores— pagar salarios un poco más bajos que los que recibirían tales trabajadores en otras regiones del país. En otras palabras, las empresas suelen ver en Indiana la oportunidad de obtener cualificaciones superiores a la media nacional, pagando en cambio salarios inferiores a la media nacional.
En lo referente a la minería, Indiana es muy conocido por su caliza decorativa de la parte sur del estado, especialmente del Condado de Lawrence. Uno de los muchos edificios públicos revestidos con esta piedra es El Pentágono (tras los atentados del 11 de septiembre de 2001, la industria minera de Indiana hizo un esfuerzo especial para reemplazar las paredes dañadas por un revestimiento casi idéntico al original en lo que respecta a materiales y corte). También hay grandes minas de carbón en la parte meridional del estado. Como la mayoría de los estados de los Grandes Lagos, Indiana cuenta con pequeños y medianos campos petrolíferos operativos. Se concentran principalmente en el extremo suroeste, aunque es posible ver torres de perforación en funcionamiento en los suburbios de Terre Haute.

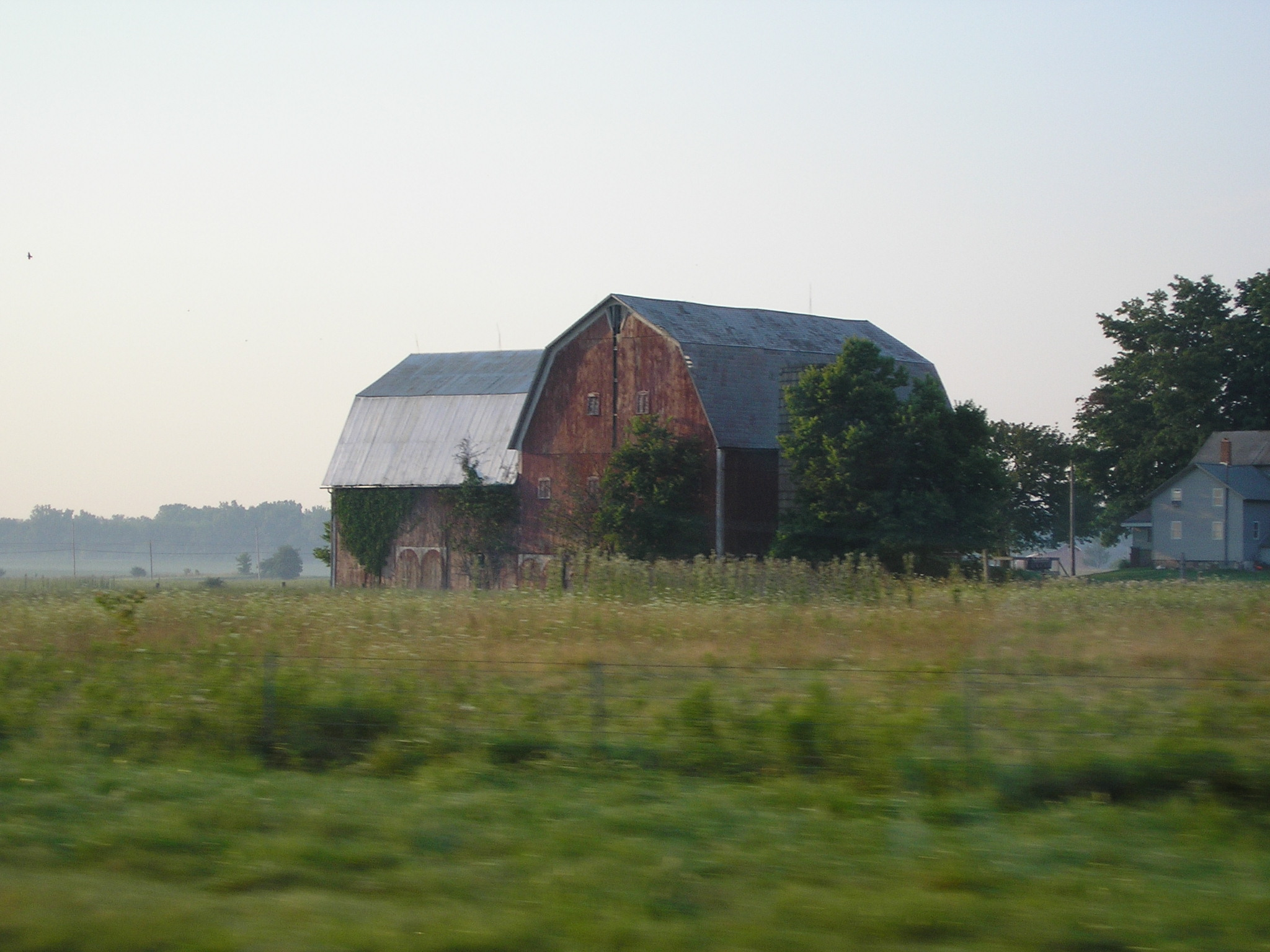
Una granja de Indiana.

La economía de Indiana es considerada una de las más amigables de Estados Unidos en relación con los patrones y jefes. Esto se debe en parte a su clima comercial e industrial conservador, a los bajos impuestos cobrados a los establecimientos comerciales e industriales y a muchas leyes laborales que no han cambiado desde mediados del siglo XIX, que subrayan la supremacía del patrón y desfavorecen a los trabajadores. Por ejemplo, los patrones pueden despedir a trabajadores en cualquier momento, sin una causa justa. Los sindicatos laborales de Indiana tienen una débil presencia, y es difícil la organización de uno. Se dice que Indiana es un estado posindustrial con una mente preindustrial en cuanto a los derechos de los trabajadores. Con excepciones aisladas en áreas universitarias, tales como Bloomington y Lafayette, Indiana no es muy receptivo a las innovaciones y los avances tecnológicos. La mayoría de los líderes políticos de Indiana continúan enfatizando la base económica tradicional del estado, la agricultura y la industria.

## Gobierno y política

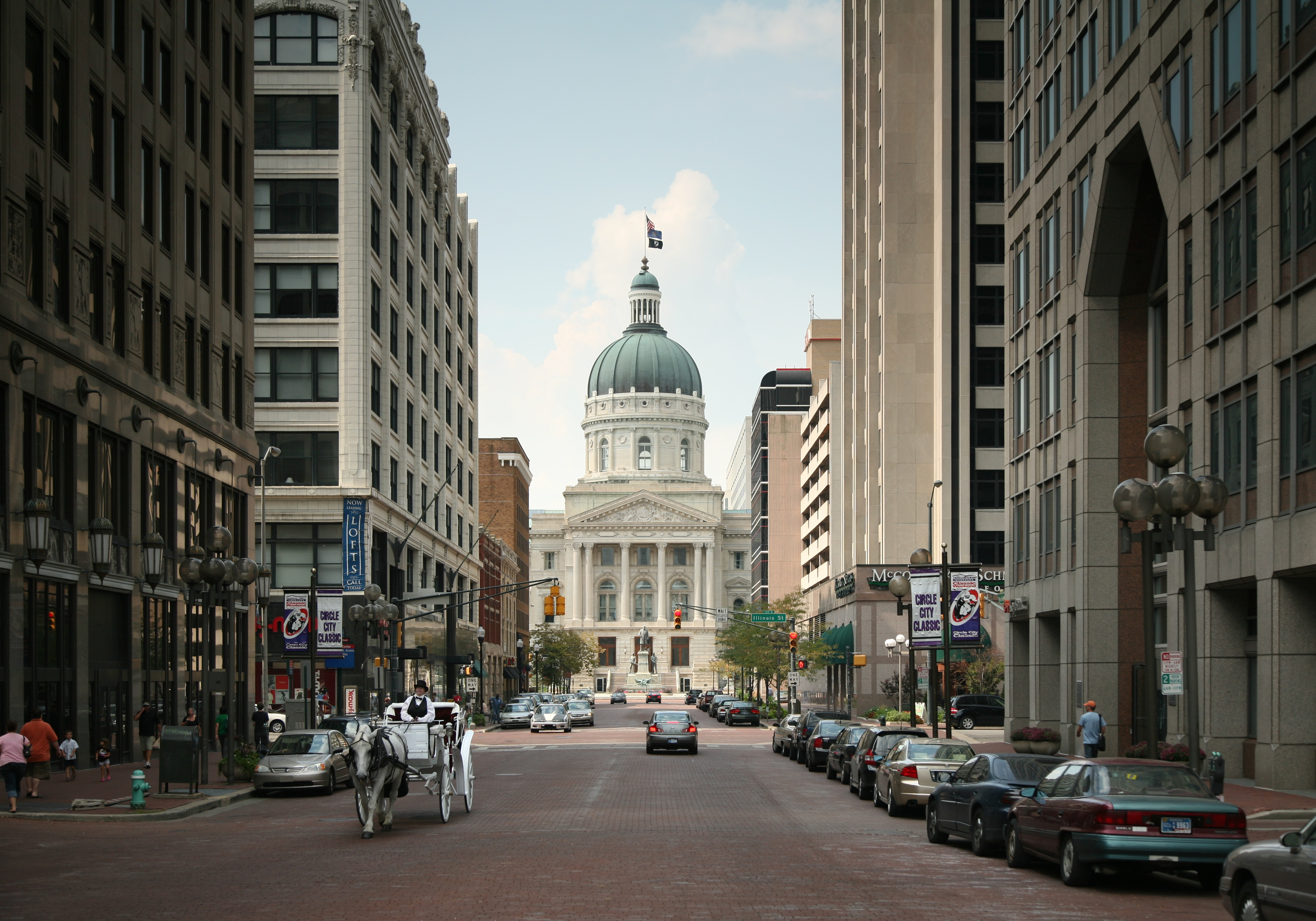
Vista del Capitolio Estatal de Indiana, en Indianápolis.

El gobierno del estado de Indiana cuenta con división de poderes: ejecutivo, legislativo y judicial.
- El principal oficial del Poder Ejecutivo en Indiana es el gobernador. Este es elegido por los electores del estado para un mandato de hasta cuatro años de duración, y puede ejercer este cargo sin límite de mandatos. El gobernador de Indiana tiene varios poderes que los gobernadores de otros estados no tienen, como el poder de no solo nombrar a los líderes de la mayoría de los diversos departamentos del Ejecutivo del Estado, sino también el poder de ajustar los salarios de estas personas y de despedir a tales personas del cargo en cualquier momento. El actual gobernador de Indiana es Eric Holcomb, electo en noviembre del 2020.

- El Poder Legislativo de Indiana —llamado oficialmente Asamblea General— está constituido por el Senado y por la Cámara de los Representantes. El Senado posee un total de 50 miembros, mientras que la Cámara de los Representantes tiene 100. Indiana está dividido en 100 distritos legislativos. Los electores de cada distrito eligen a un senador y a dos representantes, que representarán a dicho distrito en el Senado y en la Cámara de los Representantes, respectivamente. Los senadores tienen un mandato de hasta cuatro años de duración, mientras que el término del mandato de los representantes es de dos. No hay límite en el número de mandatos en que puede ejercer una persona dada.

- Las corte más altas del Poder Judicial de Indiana son la Corte Suprema de Indiana y la Court of Appeals of Indiana. La Corte Suprema consta de cuatro jueces y un jefe de justicia (este último no puede tener afiliación política), mientras que la Court of Appeals consta de 15 jueces. A excepción del jefe de justicia de la Corte Suprema, todos los jueces de las dos cortes mencionadas son elegidos por el gobernador para un mandatos de hasta dos años de duración. Tales jueces pueden continuar ejerciendo sus cargos en caso de que la población del Estado, en una votación, decida seguir teniendo a tal juez en el cargo. En ese caso, el mandato del juez se amplía a 10 años, y puede ampliarse de nuevo después del fin de este periodo.

Cerca de la mitad de los presupuestos del gobierno de Indiana los generan los impuestos estatales, mientras que lo restante proviene de presupuestos suministrados por el gobierno federal y de préstamos. En 2002, el gobierno del Estado gastó 22 205 millones de dólares, habiendo generado otros 20 116 millones. La deuda pública de Indiana es de 9456 millones de dólares. La deuda per cápita es de 1536 dólares, el valor de los impuestos estatales per cápita, de 1657 dólares, y el valor de los gastos gubernamentales per cápita, de 3606 dólares.

### Constitución
La actual Constitución de Indiana fue adoptada en 1851, mientras que su primera constitución fue aprobada en 1816. El Poder Legislativo de Indiana puede proponer enmiendas a la Constitución, y para ser aprobadas, necesitan obtener el 51 % de los votos de ambas cámaras del Legislativo en dos votaciones sucesivas, y después ser ratificadas por al menos el 51 % de la población electoral, en un referéndum. Ésta es la única manera de realizar enmiendas a la Constitución, ya que Indiana no permite la realización de peticiones o convenciones constitucionales.

### División administrativa

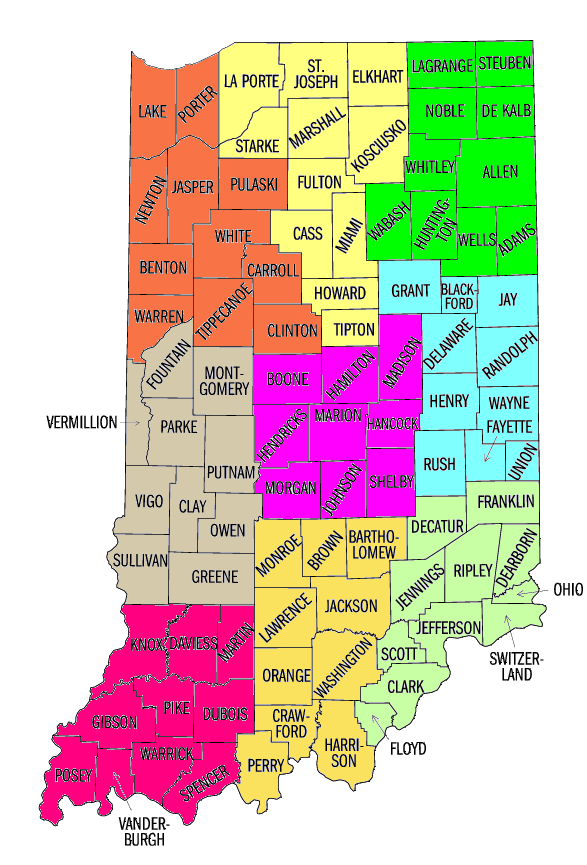
Condados de Indiana.

Indiana está dividido en 92 condados. De ellos, 91 están gobernados por un consejo de comisarios, compuesto por tres miembros, elegidos por la población del condado en cuestión para un mandato de hasta cuatro años de duración. El otro condado, Marion, ha adoptado un programa de administración conjunta con la ciudad de Indianápolis. En la actualidad, el condado de Marion está administrado por un alcalde y un consejo municipal de 29 miembros, junto con la ciudad de Indianápolis. Además de los condados, existen otras divisiones administrativas, como las ciudades principales (cities) y secundarias (towns), y las municipalidades. El formato de administración política de estas divisiones lo establece el gobierno, y todas estas divisiones deben seguir dichos patrones. Actualmente, todas las ciudades del Estado las gobierna un alcalde y un consejo municipal.

### Política
Históricamente, Indiana ha estado dominado políticamente por el Partido Republicano desde la guerra civil estadounidense, aunque la influencia del Partido Demócrata ha ido creciendo lentamente desde la Gran Depresión de la década de 1930. Desde que votó a Lyndon B. Johnson sobre Barry Goldwater en 1964, Indiana no ha estado de parte de ningún candidato demócrata a la presidencia, con la excepción de Barack Obama en 2008. Las urnas de Indiana son las primeras en cerrar en el día de elecciones, y, casi invariablemente, es el primer estado en la columna republicana.
Durante las campañas presidenciales, los candidatos suelen prestar poca atención a Indiana, aunque por distintas razones. Los republicanos tienen la certeza de que van a ganar en el estado, mientras que los demócratas no se quieren esforzar en ganar votos en un estado dominado por los republicanos.
Sin embargo, la mitad de los gobernadores de Indiana del siglo XX han sido demócratas, aunque sus políticas han estado considerablemente más orientadas hacia la derecha que las de los demócratas de otras partes del país.
La mayor parte de los habitantes de Indiana se identifican como «conservadores», y los programas de radio orientados hacia la derecha, como el de Rush Limbaugh, tienen una amplia audiencia. La política de armas, los sindicatos, el matrimonio igualitario o los derechos de los trabajadores no son cuestiones populares entre muchos habitantes de Indiana, lo que explica su adhesión al Partido Republicano. Sin embargo, los intentos por parte de grupos de presión política o incluso por legisladores del estado de hacer un estado «más conservador» han tenido un escaso éxito.

## Educación

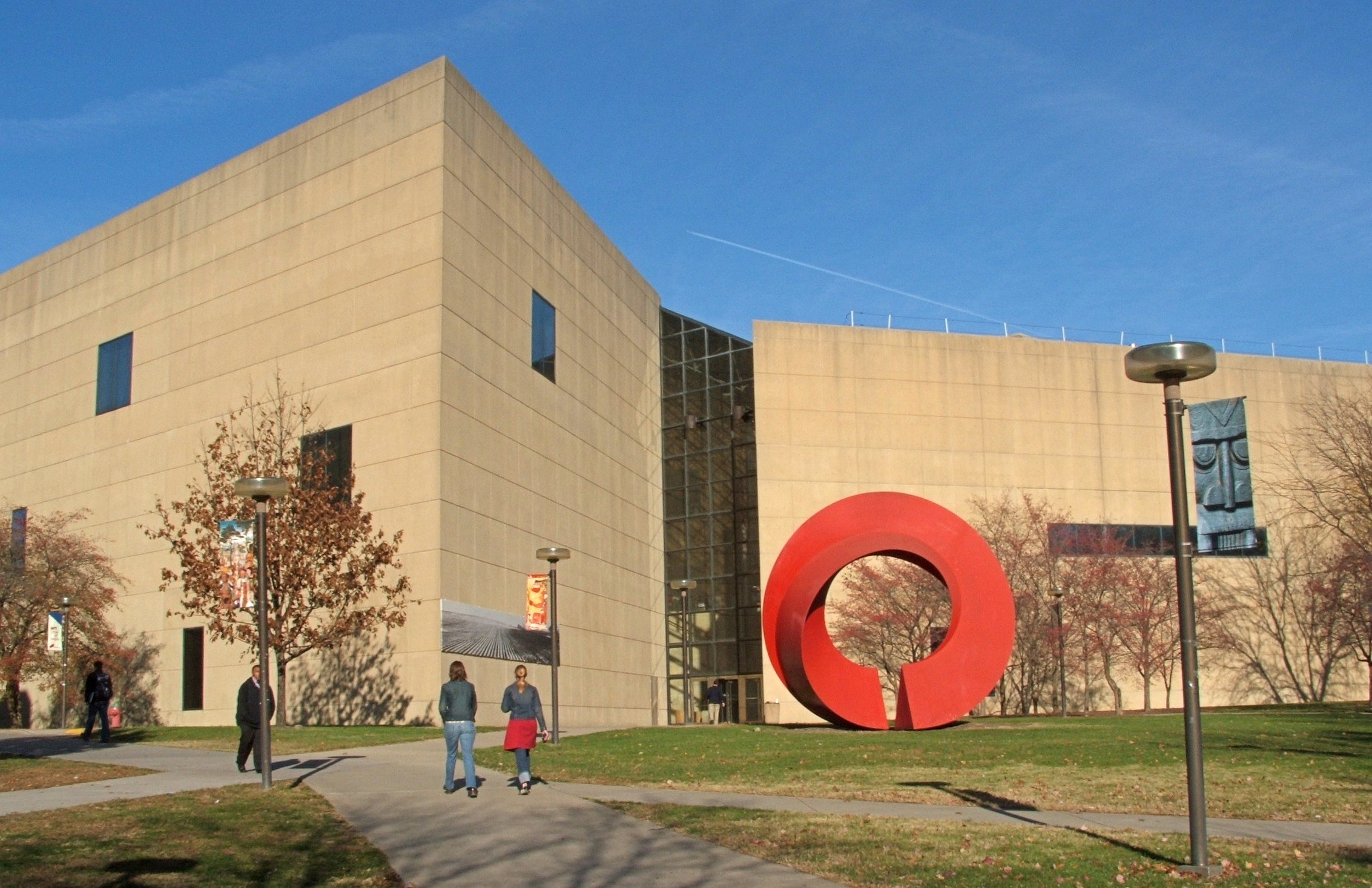
Museo de Arte de la Universidad de Indiana en Bloomington.

Indiana fue el primer Estado en instituir un sistema público de educación estatal —escuelas e instituciones de educación superior— de Estados Unidos, en 1816. Los presupuestos necesarios para este sistema público vendrían de la creación de nuevos impuestos. Sin embargo, muchos de los habitantes de Indiana estaban contra del pago de impuestos por los servicios educativos, y rápidamente se canceló este sistema público en gran parte del Estado (solo podía actuar en los principales centros urbanos). En 1851, Indiana creó de nuevo un sistema estatal de escuelas públicas, esta vez, con éxito.
Actualmente, todas las instituciones educativas de Indiana deben seguir ciertas reglas y patrones dictados por el Consejo Estatal de Educación de Indiana. Este consejo controla directamente el sistema de escuelas públicas del Estado, que está dividido en varios distritos escolares. El consejo está compuesto por once miembros. Uno de ellos es el superintendente de educación, que lidera el consejo, y es elegido por el gobernador para un mandato de hasta cuatro años de duración. Los diez miembros restantes son elegidos por la población del Estado, también para un mandato de hasta cuatro años de duración.
Cada ciudad principal (city), diversas ciudades secundarias (towns) y cada condado, constan al menos de un distrito escolar. En las ciudades, la responsabilidad de administrar las escuelas es del distrito escolar municipal, mientras que en las regiones menos densamente pobladas, esta responsabilidad corre a cargo de los distritos escolares que operen en el condado. Indiana permite la existencia de escuelas charter —escuelas públicas independientes, que no son administradas por distritos escolares, pero que dependen de presupuestos públicos para su sustentación. La escolarización es obligatoria para todos los niños y adolescentes de más de siete años de edad, hasta la conclusión de la educación secundaria o hasta los diecisiete años de edad, aunque pueden salir a los dieciséis si cuentan con el permiso del director de la escuela y de sus padres.

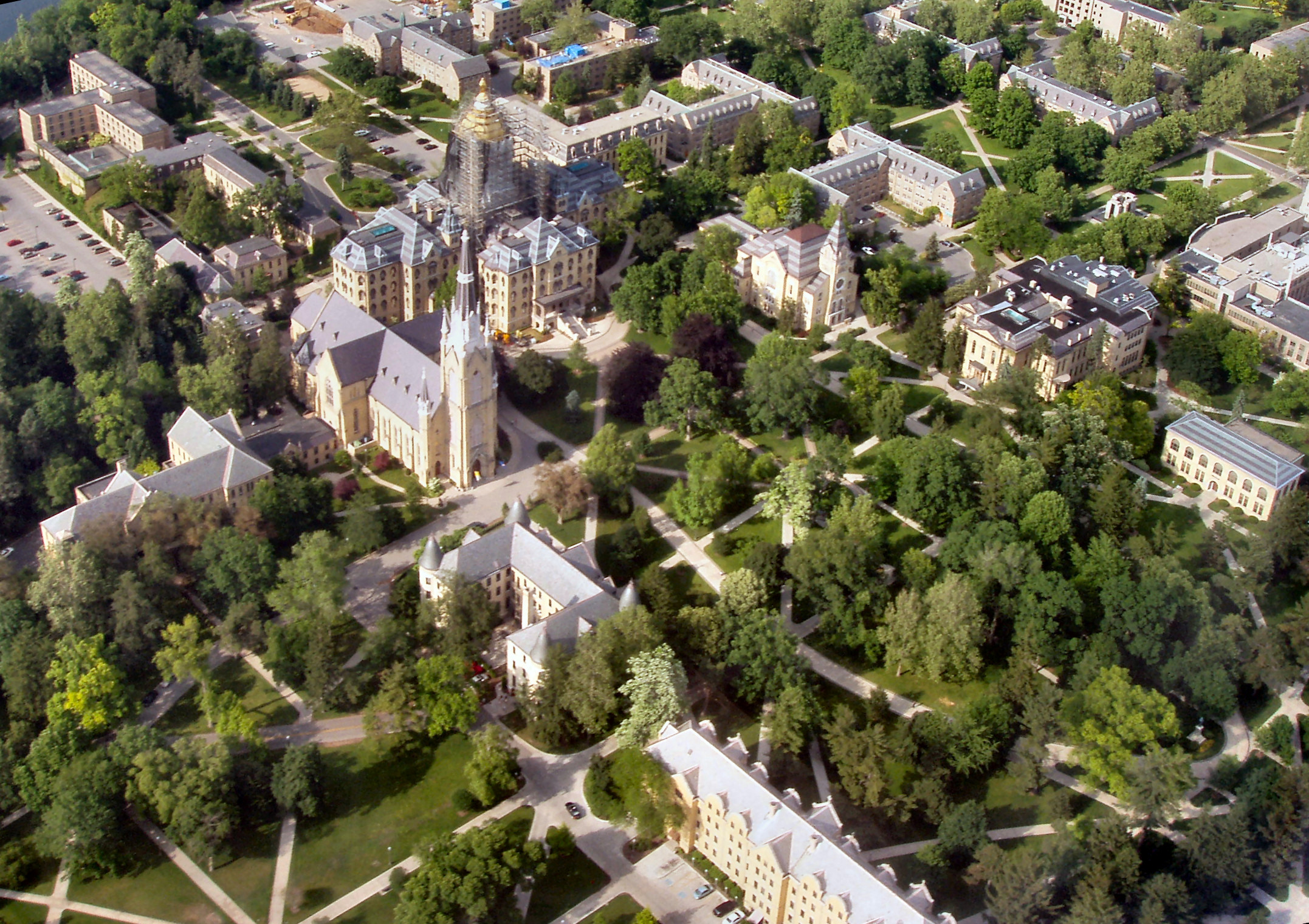
Vista aérea del edificio principal de la Universidad de Notre Dame.

En 1999, las escuelas públicas del Estado atendieron a cerca de 988 700 estudiantes, empleando aproximadamente a 58 900 profesores. Por su parte, las escuelas privadas atendieron a cerca de 105 500 estudiantes, empleando aproximadamente a 7400 profesores. El sistema de escuelas públicas del Estado utilizó cerca de 6697 millones de dólares, y el gasto de las escuelas públicas fue de aproximadamente 7200 dólares por estudiante. Cerca de un 86,4 % de los habitantes del estado con más de 25 años de edad tiene en su haber un diploma de graduado en educación secundaria.
La primera biblioteca del Estado fue fundada en 1807, en Vincennes. Actualmente, Indiana posee miles de bibliotecas, administradas por 239 sistemas de bibliotecas públicas distintos, que mueven anualmente una media de 11,1 libros por habitante. 
La primera institución de educación superior de Indiana fue la Indiana Seminar —actual campus de la Universidad de Indiana en Bloomington— fundada en 1820. Actualmente, el estado posee 99 instituciones de educación superior, de las cuales 29 son públicas y 70 son privadas. Las universidades más reconocidas de Indiana son: la Universidad de Indiana, la Purdue University y la Universidad de Notre Dame.

## Transportes y telecomunicaciones

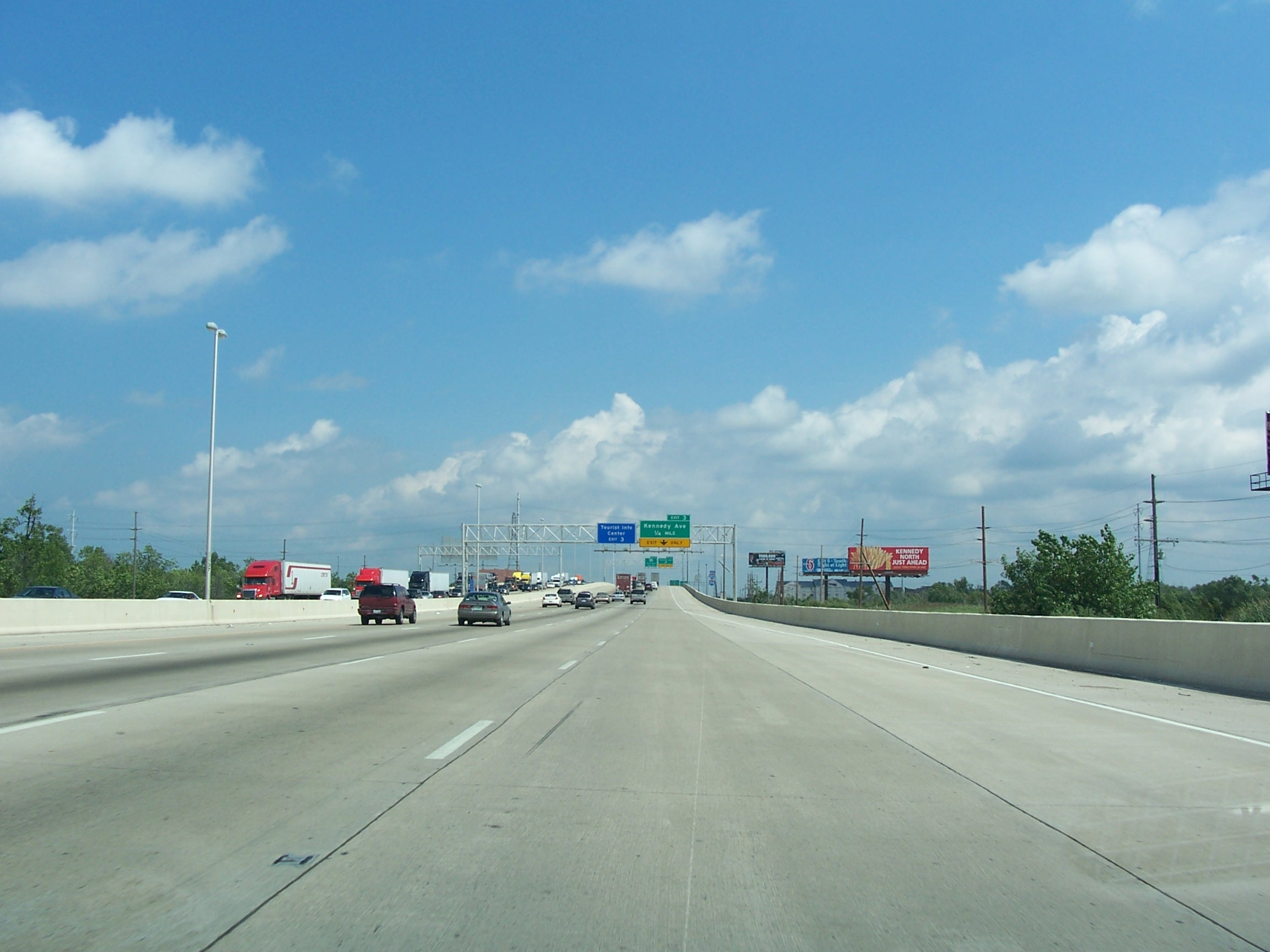
La autopista Borman Expressway en Hammond.

Indiana es una encrucijada nacional y un importante centro de transportes. El principal centro ferroviario, viario y aeroportuario del Estado es Indianápolis, mientras que su principal puerto es el de Gary. Los principales aeropuertos son los de Indianápolis, Evansville, Fort Wayne, Gary y South Bend.
En 2002, Indiana contaba con 6861 kilómetros de vías férreas y 152 239 de carreteras, de las cuales 1881 km eran autopistas interestatales, consideradas parte del sistema federal de autopistas de Estados Unidos. Las principales Interestatales que pasan por el estado son: I-69, I-65, I-94, I-70, I-74, I-64, I-80, e I-90.
El primer periódico de Indiana, el Indiana Gazette, fue impreso por primera vez en 1804, en Vincennes. Actualmente se publican en el Estado cerca de 270 periódicos, de los cuales aproximadamente 72 son diarios. La primera cadena de radio de Indiana fue fundada en 1921, en Bloomington, y la primera cadena de televisión, en 1949, en Indianápolis. En 2002, Indiana contaba con cerca de 219 cadenas de radio (de las cuales 79 eran AM y 140 eran FM) y 36 de televisión.

## Cultura

### Deporte
Indiana cuenta con dos equipos deportivos de grandes ligas: los Indiana Pacers de la National Basketball Association y los Indianapolis Colts de la National Football League.
El estado tiene una larga tradición en baloncesto universitario. Los Indiana Hoosiers han logrado cinco campeonatos nacionales de la NCAA y 21 de la Big Ten Conference. Los Purdue Boilermakers alcanzaron una final nacional de la NCAA, pero superan a sus rivales en campeonatos de Big Ten con 22 y en encuentros directos con el 57 % de victorias. Los campeonatos de secundaria también son muy populares.
En cuanto a fútbol americano universitario, los Notre Dame Fighting Irish han logrado múltiples campeonatos nacionales y han ganado el Rose Bowl, Cotton Bowl, Orange Bowl y Sugar Bowl. En tanto, los Purdue Boilermakers obtuvieron diez campeonatos de la Big Ten Conference y ganaron el Rose Bowl y el Peach Bowl.
El Indianapolis Motor Speedway es un óvalo donde se disputan desde 1911 las 500 Millas de Indianápolis, una de las carreras de automovilismo más famosas del mundo y epicentro de los campeonatos de monoplazas AAA, USAC, CART y actualmente la IndyCar Series. El circuito comenzó a albergar otras carreras en la década de 1990, entre ellas las 400 Millas de Brickyard de la Copa NASCAR, el Gran Premio de Estados Unidos de Fórmula 1 y el Gran Premio de Indianápolis del Campeonato Mundial de Motociclismo.
En tanto, el Indianapolis Raceway Park ha sido sede de los U.S. Nationals, la principal carrera de arrancones de la National Hot Rod Association.
El club de golf de Crooked Stick ha sido sede del Campeonato de la PGA, Abierto de los Estados Unidos, Abierto de los Estados Unidos Femenino, Abierto de los Estados Unidos de Veteranos, Copa Solheim y el Campeonato BMW.
El estado cuenta con un equipo de fútbol profesional, el Indy Eleven de Indianápolis, que compite en la North American Soccer League, la segunda división del fútbol de los Estados Unidos.

### Símbolos del estado
Éstos son los símbolos del estado de Indiana:
- Apodos: 
  - Hoosier State
- Árbol: Tulípero (Liriodendron)
- Colores: Azul y dorado
- Flor: Peonía (Paeonia)
- Lema: Crossroads of America (Cruce de Caminos de América)
- Canción: On the Banks of the Wabash, Far Away (A la orilla del Wabash, lejos de aquí)
- Pájaro: Cardenal (Cardinalis cardinalis)
- Piedra: Caliza
- Poema: Indiana, por Arthur Franklin Mapes[29]
- Río: Wabash